# Mutineries de la mer Noire
Les mutineries de la mer Noire sont une série de révoltes survenues dans les troupes terrestres et les bâtiments français de l’escadre de la mer Noire en 1919, alors que le gouvernement français soutient les forces russes « blanches » (tsaristes) contre les révolutionnaires « rouges » (bolcheviques) pendant la guerre civile russe. L’intervention française, menée avec de trop faibles moyens navals et terrestres dans un pays hostile, est un échec qui n’est pas dû aux mutineries, ces dernières n'intervenant qu'après la décision de mettre un terme aux opérations militaires. Après le retour de l’expédition, les mutineries reprennent et touchent presque tous les ports où stationnent des navires de guerre : à Brest, Cherbourg, Bizerte, Lorient et Toulon avant de se terminer par une ultime mutinerie en Méditerranée orientale.
Une centaine de marins sont condamnés par les tribunaux militaires, mais assez rapidement amnistiés. Ces événements sont par la suite récupérés par le Parti communiste français, car plusieurs de ses membres y ont participé et revendiquent un rôle majeur dans l’organisation des mutineries. Ces troubles sont aujourd’hui analysés et compris dans le contexte de la vague révolutionnaire qui frappe l’Europe à la fin de la Première Guerre mondiale à la suite de l'épuisement des belligérants et aux espoirs mis par une partie de l’opinion dans la révolution russe de 1917. L’enquête qui suit contribue à faire prendre conscience au pouvoir politique de l’état de délabrement de la Marine au lendemain de la Première Guerre mondiale et de la nécessité d’engager les réformes qui vont permettre le renouveau de la flotte française dans les années 1920-1930.

## Le contexte: l’épuisement général à la fin de la Première Guerre mondiale

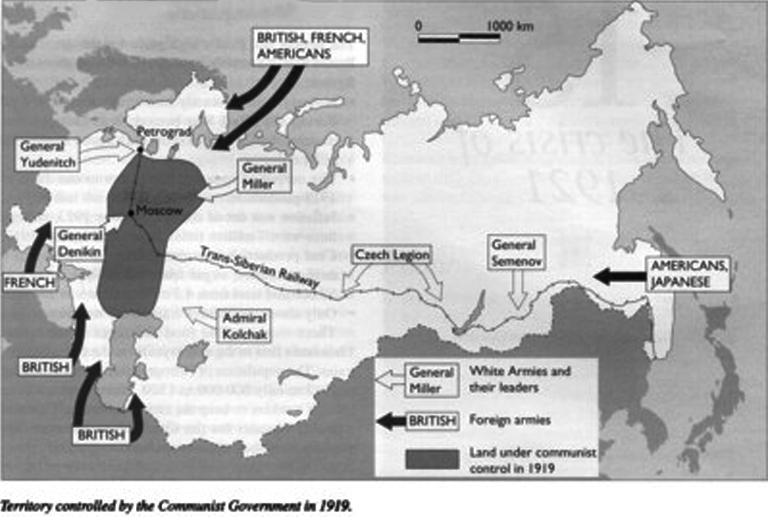
Les zones tenues par les Bolcheviques en 1919 (en gris) et les interventions alliées pour soutenir les contre-révolutionnaires.

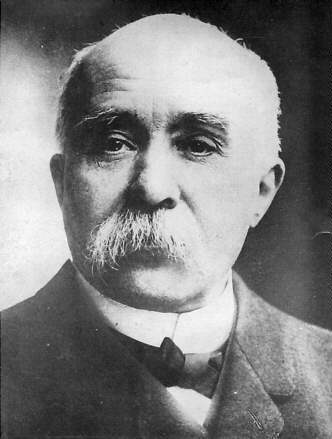
Clemenceau est un adversaire déterminé de la révolution bolchevique et décide à la fin de 1918 de lancer une expédition contre celle-ci en s’appuyant sur l’armée d’Orient.

Les grandes mutineries ont été nombreuses dans l’histoire de presque toutes les grandes marines (mutineries révolutionnaires en France de 1789 à 1793, mutinerie de la Royal Navy en 1797, mutinerie de deux vaisseaux russes à Sébastopol en 1782…). La fin de la guerre de 1914-1918 est marquée par trois mutineries de taille : l’allemande des 29 et 30 octobre 1918, qui participe à l’effondrement du IIe Reich, la russe, pré-annoncée dès 1905 par l’affaire du cuirassé Potemkine, qui ne débute cependant pas dans la marine, celle-ci apportant le soutien du croiseur Aurore ; la française enfin, qui présente la particularité de se dérouler en deux étapes, plusieurs mois après la victoire.
Ces mutineries présentent des causes communes et multiples : la lassitude d’une guerre interminable, la frustration de la marine de surface vouée à des rôles peu glorieux, le mauvais ravitaillement, les longs et interminables séjours en rade des gros bâtiments, facteurs de désorganisation, d’ennui et de désœuvrement. À cela s’additionnent et se combinent un hiver rude et une surcharge de travail dans une discipline draconienne alors que, l’Armistice signé, tout le monde a espoir de rentrer rapidement dans ses foyers. Il y a, pourtant, des différences : si la Marine allemande se mutine en octobre 1918 contre des ordres qui imposent, pour l’honneur, une sortie équivalente à une forme de suicide collectif, ce n’est pas le cas de la Marine française qui figure, elle, dans le camp des vainqueurs. Autre particularité : les mutineries éclatent sur des cuirassés dont les campagnes ont été particulièrement courtes : 43 jours pour le France, 44 pour le Jean-Bart, 52 pour le Vergniaud, alors que des unités peu touchées comme le Justice et le Mirabeau ont à leur actif 131 et 127 jours de campagne.

## Les projets de Clemenceau contre les Bolcheviques

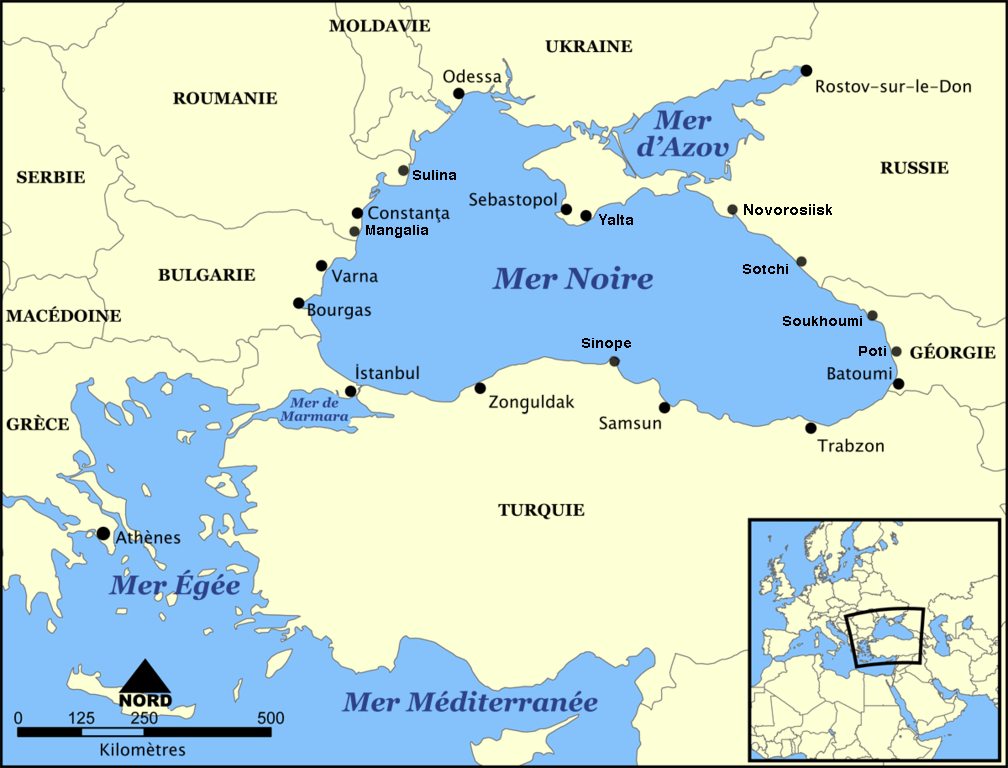
La mer Noire. La flotte française débarque en Crimée et dans le sud de l’Ukraine, mais les moyens sont très insuffisants et les équipages épuisés.

À l’automne 1918, les puissances centrales s’écroulent. L’historiographie française ne retient souvent que la date du 11 novembre 1918 comme marqueur de la victoire, car l’Est de la France constitue le front principal. C’est oublier que la guerre est mondiale et que les Alliés sont victorieux sur les autres fronts avant de voir l’Allemagne contrainte de demander l’armistice. Dans les Balkans, l’armée d’Orient, sous les ordres de Franchet d’Esperey, était passée à l’offensive victorieusement le 15 septembre 1918. Le 30 septembre, la Bulgarie, vaincue, signait l’armistice, ce qui permettait d’envisager une offensive double vers l’Autriche-Hongrie ou vers la Roumanie pour couper le ravitaillement en pétrole à l’Allemagne, voire d’aller attaquer Constantinople. En Orient, sous la pression de l’armée britannique d’Allenby, le front turc était enfoncé. Le 1er octobre, Damas était prise. Le 28 octobre 1918, la Turquie signait l’armistice à Moudros. Le 13 novembre, l’escadre alliée (dont 5 cuirassés français) entrait triomphalement dans les Dardanelles, mouillait devant Constantinople et occupait les forts du Bosphore. Entre-temps, l’Autriche-Hongrie, en pleine implosion, avait signé l’armistice le 3 novembre, un peu plus d’une semaine avant l’Allemagne. La défaite des Empires centraux pose de facto une nouvelle question : que faire de la Russie en pleine révolution ?
Les puissances alliées considèrent aussitôt les Bolcheviques comme les nouveaux adversaires à abattre. La paix de Brest-Litovsk, en mars 1918, entre le gouvernement de Lénine et celui de Guillaume II, a sonné aux oreilles des Alliés comme une véritable trahison qui a failli leur coûter la guerre en libérant les troupes allemandes du front de l’Est pour prendre l’offensive à l’Ouest (de mars à juillet 1918). Le massacre de la famille impériale, la violence de la guerre civile, font considérer les communistes comme des barbares, même si leurs adversaires ne se sont pas toujours comportés mieux. Dès le 27 octobre, donc quinze jours avant l’armistice, et jusqu’au 21 novembre 1918, Clemenceau donne une série d’ordres qui aboutissent à l’intervention directe de la France en Russie du sud. La décision d'intervention est prise sans consulter les Alliés, notamment britannique, avec qui une sourde rivalité s’est installée en Orient depuis la victoire contre les Turcs : le Royaume-Uni a ainsi écarté l’amiral Gauchet des négociations menant à l’armistice avec la Turquie à Moudros. La guerre à peine achevée, la traditionnelle rivalité franco-britannique reprend le dessus.
Néanmoins, la volonté d’intervenir en Russie pour contenir ou anéantir la révolution bolchevique n’est pas spécifiquement française : la plupart des grandes puissances partagent cette politique. Les Alliés débarquent en Russie septentrionale, à Mourmansk puis Arkhangelsk. Les Britanniques s’activent dans la Baltique et sont aussi fortement présents en mer Noire. Les Turcs pénètrent dans le Caucase, les Américains et les Japonais occupent Vladivostok. Ces interventions sont cependant assez prudentes, car les contingents débarqués sont limités et on se contente d’apporter un soutien aux armées blanches contre-révolutionnaires qui cernent de tous côtés les régions tenues par les Bolcheviques. Le « Tigre » veut aller plus loin, et conçoit une gigantesque opération de soutien indirect aux armées blanches. Le plan prévoit d’occuper les grands ports du Sud, puis de pénétrer à l’intérieur du pays avec mainmise sur le bassin charbonnier du Donetz. Clemenceau veut aussi envoyer des techniciens ayant pour mission de « contribuer à la reconstruction économique du pays en étendant son action dans le domaine industriel et commercial. » Cette opération d’envergure doit mobiliser, outre la IIe escadre du vice-amiral Amet, des divisions prises sur l’armée d’Orient. Il est prévu aussi de s’appuyer sur les 500 000 soldats allemands qui stationnent en Ukraine depuis la paix de Brest-Litovsk pour maintenir l’ordre en attendant l’arrivée des troupes françaises. Mais rien ne va se passer comme voulu par l’entreprenant Président du Conseil.

## Une intervention mal préparée et qui manque de moyens

### Des effectifs qui fondent avec la démobilisation
L’opération nécessite de gros moyens logistiques. Or ceux-ci sont immédiatement insuffisants. La démobilisation de la flotte de commerce a commencé, ce qui prive la marine de guerre de transports de troupes. Les amiraux sont obligés de se « débrouiller » en mettant en service des navires de commerce russes dans la mer Noire, soit quelque 125 000 tonnes. Navires qu’il faut armer avec des hommes prélevés sur les bâtiments de combat. Ceux-ci se retrouvent, à certains moments, avec à peine les deux tiers de leurs effectifs réglementaires. L’hiver 1918-1919, très froid dans les Balkans, éprouve aussi beaucoup les équipages car les navires français, conçus pour la Méditerranée, sont particulièrement mal préparés. Le vice-amiral Amet se voit obliger de quémander le soutien logistique du train d’escadre britannique, tout particulièrement pour le charbon.
À bien des égards, la politique d’intervention de Clemenceau relève d’un coup de tête. Celui-ci repose sur nombre d’a priori, les uns idéologiques (détruire le Bolchevisme), les autres dus au manque d’informations. Car la défaillance des services de renseignement français sur la Russie est à peu près totale. On pense à Paris que la population locale va faire bon accueil aux forces françaises, sans avoir pris la mesure de son ressentiment après quatre ans de blocus. Clemenceau déteste les Turcs et mène une politique pro-hellénique. Il est cependant très difficile d’intervenir en mer Noire sans leur soutien. L’amiral de Bon, présent sur place pour surveiller les clauses de l’armistice avec la Turquie, et fin observateur politique, prône l’entente avec les dirigeants turcs mais ne parvient pas à convaincre le gouvernement français. Franchet d’Esperey incite à la prudence. Il fait remarquer que ses soldats sont fiers de leur victoire dans les Balkans, mais ne sont absolument pas enthousiastes à l’idée de poursuivre la guerre jusqu’en Ukraine et il redoute – déjà – une contamination du contingent par les idées bolcheviques. Quant aux troupes coloniales, nombreuses dans l’armée d’Orient, elles ne sont pas adaptées au rigoureux climat russe.
La France se retrouve donc seule avec quelques troupes grecques, la Grèce escomptant de ce service l’approbation de l’annexion de la Thrace et d’une partie de la Macédoine. Quant aux forces françaises envisagées, leur taille ne cesse de se réduire avec la démobilisation : sur les douze divisions prévues au départ, seules trois, puis deux sont réellement disponibles. Encore faut-il pouvoir les déplacer autrement qu’au compte-gouttes, faute de navires de transport. L’improvisation est telle que le commandement se disperse entre Paris, Athènes, la Roumanie, l’amiral et divers centres diplomatiques. Ordres et contre-ordres se succèdent, sur fond de vives rivalités personnelles entre Terre et Mer. Franchet d’Esperey, par exemple, prendra des initiatives d’évacuation sans demander conseil au vice-amiral Amet. Loin de tout, l’escadre reste parfois des semaines sans ordres précis. « L’Historien est bien en mal de dire qui a réellement commandé à certains moments donnés » (Martine Acerra, Jean Meyer).

### Une série de débarquements précaires

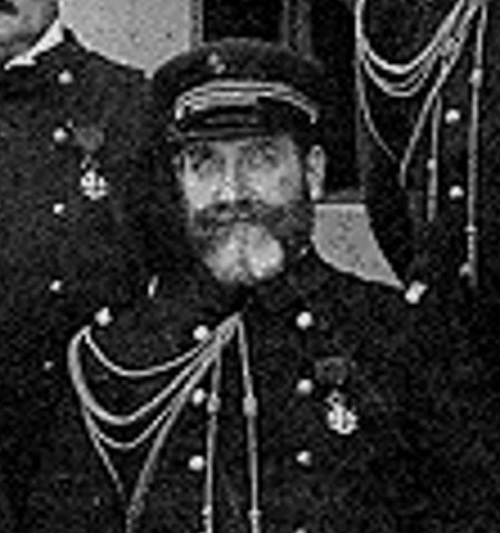
Le vice-amiral Amet commande l'escadre française en mer Noire et déploie beaucoup d'efforts pour tenter de se maintenir dans les ports ukrainiens conquis.

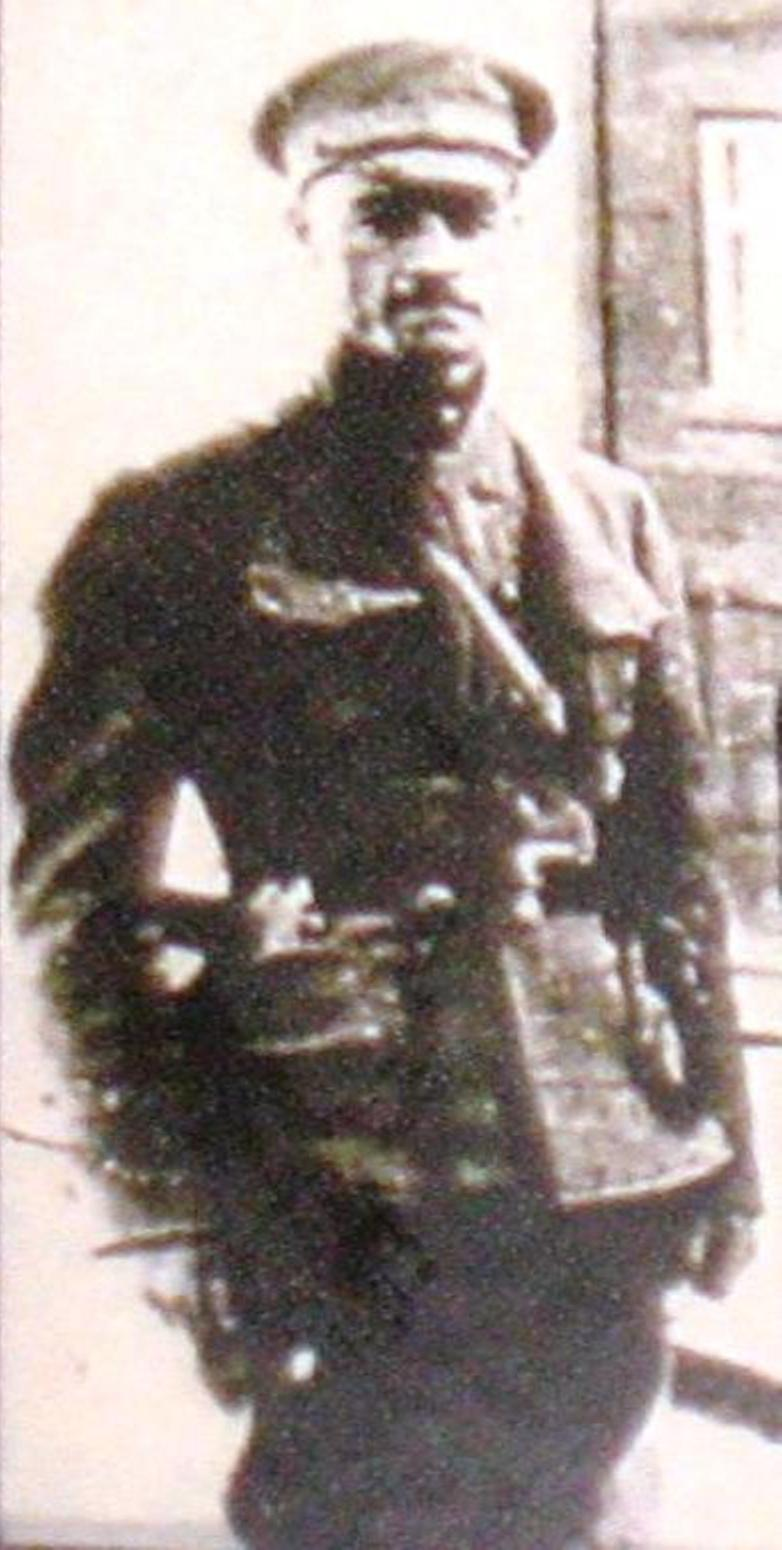
Les offensives de l’Ataman Grigoriev en mars 1919 forcent les Français, trop peu nombreux, à abandonner leurs positions.

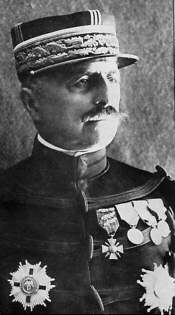
Le général Franchet D’Esperey prend acte de l’échec de l’intervention et recommande sa « liquidation ».

#### Des troupes peu nombreuses et démoralisées
C’est dans ces conditions que les Français, qui ne sont qu’une poignée, débarquent à Odessa le 18 décembre, puis à Sébastopol le 26. Une escadre britannique participe aussi à l’intervention, ainsi que quelques troupes polonaises, tchèques et roumaines, ce qui permet de lui donner maintenant une coloration plus « alliée ». Il faut attendre janvier pour occuper Kherson, et ce n’est que le 31 que Nikolaïev (centre de construction navale russe), et Kertch sont atteints. Première surprise désagréable : la population locale, touchée dans sa susceptibilité nationale et travaillée par une active propagande communiste, se révèle d’emblée hostile. La population portuaire, en proie à la plus vive misère, accuse le blocus allié d’avoir stoppé l’activité industrielle et le commerce. Elle boycotte les navires français, ce qui oblige les équipages à se surcharger du travail de soutage et à se transformer en dockers en plus de leur tâche ordinaire. Deuxième surprise : les 500 000 soldats allemands que l’on pensait trouver pour assurer l’ordre dans les immensités ukrainiennes se sont volatilisés avec la signature de l’armistice. Tous sont rentrés spontanément pour retrouver leurs familles, ne laissant derrière eux que quelques milliers de traînards sans valeur militaire. Ils ont aussi abandonné de grandes quantités de matériel qui profitent à des bandes armées faisant régner partout l'insécurité. Troisième surprise : les Français découvrent que les troupes blanches sont conduites le plus souvent par de véritables seigneurs de la guerre inefficaces, versatiles, et eux aussi hostiles à une intervention étrangère pourtant censée venir les aider. « L’armée de Denikine est une gêne plutôt qu’une aide, (…) elle a tous les défauts de l’ancienne armée russe et n’en a pas les qualités » note Franchet d’Esperey.
La position des quelques troupes engagées sur cet immense théâtre d’opération se révèle d’emblée extrêmement précaire. Six semaines après le débarquement initial à Odessa, 3 000 hommes seulement ont été déployés pour l’occupation de l’Ukraine, un territoire plus grand que la France… Il est impossible de progresser vers l’intérieur. Le moral est très faible. Les troupes ne comprennent pas ce qu’elles font là et renâclent. « Nos soldats, travaillés par une propagande bolchevique intense, ne songent pas à se battre contre un pays avec lequel la France n’est pas officiellement en état de guerre » câble Franchet d’Esperey. La propagande incitant les troupes à désobéir et à se rallier à la révolution russe entretient une vive paranoïa dans l’état-major. Il est vrai qu’elle provient pour partie de Français qui ont rejoint les révolutionnaires. Les observateurs les plus attentifs notent cependant que ce n’est pas la propagande bolchevique qui sape le moral de la troupe, mais son épuisement et son incompréhension vis-à-vis de cette intervention qui ne lui semble pas justifiée. Depuis l’armistice du 11 novembre 1918, la guerre, dans les esprits, est achevée, et si la Russie veut faire la révolution, c’est son affaire et la France n'a pas à s’en mêler. Un officier stationnant à Sébastopol remarque que la propagande bolchevique n’a pas beaucoup d’effets sur les troupes, mais l’attitude hostile de la population a un impact très profond.
À Odessa, le général Berthelot estime qu’il faut vingt divisions pour assurer le succès de l’intervention et demande des renforts en conséquence. En février 1919 Foch présente un plan d’action de grande envergure, mais il est immédiatement repoussé. Avec l’ouverture des pourparlers de paix, le gouvernement français se retrouve maintenant en porte-à-faux : il ne peut plus engager de grosse opération militaire car il serait bien en peine de la justifier, autant devant le Parlement que l’opinion. À cela s'ajoutent les réticences des Alliés : lors des premières discussions à Versailles, le premier ministre britannique et le président américain réaffirment leur hostilité au communisme, mais n’approuvent qu’une action limitée. Faute de renfort, l’intervention française est donc condamnée à improviser alors que sur le terrain la situation se dégrade continuellement. Isolées, mal ravitaillées, réduites au seul soutien d’une marine elle-même obligée de faire feu de tout bois, à la logistique incertaine, les troupes terrestres accumulent, dès janvier, les refus d'obéissance (à Kherson, Odessa, Bendery). En février, un détachement d'infanterie et de troupes de montagne refuse de franchir le Dniestr et d’attaquer Tiraspol.

#### Les reculs face à l'Armée rouge
Dans le sud de la Russie la situation est confuse, mais les combats y prennent une ampleur grandissante. D'un côté, la progression de l’Armée rouge s’affirme : Kharkov tombe le 4 janvier 1919, Kiev le lendemain. D'un autre, les armées de Denikine rencontrent quelques succès en obligeant les Bolcheviques à reculer au nord du Caucase. Mais à la mi février, les armées Blanches, mal coordonnées entre elles, sont défaites sur le Donetz et le Don et la progression de l'Armée rouge vers le sud reprend. Du 2 au 9 mars, les troupes d’intervention sont aux prises avec les attaques successives du commandant de division Nikifor Grigoriev. Ce seigneur de la guerre, appelé aussi l’« Ataman Grigoriev », vient de rejoindre l’Armée rouge et intime l’ordre aux Alliés d’évacuer les localités du sud de l’Ukraine. Le 2 mars, il attaque Kherson. La place n’est défendue que par 700 Grecs, 150 Français, et une poignée de soldats Blancs. La bataille dure sept jours. La Marine ne peut y engager ses cuirassés et croiseurs car Kherson est un port d’estuaire (sur le Dniepr) de trop faible profondeur. Tout passe par les petites unités type aviso dont l’artillerie contient les assaillants plusieurs jours et permet à un petit renfort grec de débarquer. Mais la population se joint aux forces de Grigoriev pour faire le coup de feu contre les Alliés, et le 8, deux compagnies françaises arrivées en renfort refusent catégoriquement de se battre. Au matin du 9 mars, Grigoriev contrôle la gare (où il s’empare d’un train blindé) et le port. La garnison franco-grecque se retrouve encerclée dans la citadelle. Dans l’après-midi une contre-attaque navale et terrestre est organisée. Un bataillon grec réussit à débarquer, à reprendre le port et rétablir les liaisons avec la citadelle grâce au tir intense des navires. La garnison est finalement réembarquée. Le désastre — c'est-à-dire une capitulation — a été évité de justesse, mais il s’agit bien d’une défaite car Grigoriev a réussi à chasser les Alliés de la ville.
Profitant de sa victoire, Grigoriev marche sur Nikolaïev. Avec ses chantiers navals, ses arsenaux et ses immenses entrepôts, la ville est d’une tout autre valeur que Kherson. Elle n’est pourtant tenue que par 500 soldats grecs et deux compagnies françaises alors qu’y stationnent encore 10 à 12 000 soldats allemands au milieu d’une population de plus en plus hostile. Amet veut défendre la ville, mais Franchet d’Esperey craint une insurrection générale et considère la place comme indéfendable au vu de la maigreur du contingent allié. Grigoriev, néanmoins, ne donne pas l’assaut et accepte une trêve, ce qui permet à la flotte d’évacuer la ville entre le 12 et le 14 mars. Pour Grigoriev, c’est une belle victoire obtenue sans combat car les Français ont quitté le port sans détruire les navires en construction et ont aussi évacué l’encombrant contingent allemand. Les Bolcheviques saisissent tout le matériel de guerre abandonné par les Allemands ainsi que celui que les Français, dans la précipitation de l’évacuation, n’ont pu rembarquer ou détruire malgré les ordres. Dans les bureaux de Foch, à Paris, c’est la consternation. Le 19 mars, c’est Marioupol qui est attaquée. Située au fond de la mer d’Azov, à l’extrémité la plus à l’est de l’intervention française, cette ville industrielle est très isolée. Mais le port est efficacement défendu par le capitaine de corvette Émile Muselier : les compagnies de débarquement du cuirassé Jean Bart et de quatre avisos brisent deux attaques bolcheviques. Toujours sous la protection des canons de marine, le poste est finalement évacué le 30 mars.
La chute de Kherson, Nikolaëv, et Marioupol accroit le prestige des Bolcheviques. Odessa, située sur la côte ukrainienne un peu plus au sud de Kherson et Nikolaëv se retrouve maintenant sous pression. Le 14 mars, arrive un télégramme de Clemenceau qui ordonne de tenir. Le général D’Anselme, qui commande la place, essaie de mettre en place un périmètre défensif mais l’absence de renfort ne laisse que peu de perspectives, d’autant que les rapports rendus par les officiers présents à Kherson et Nikolaïev montrent que les forces de Grigoriev sont non seulement nombreuses, mais aussi bien équipées et disciplinées, contrairement à ce que croyait l’état-major. En ville, ou sévit la misère, l’inflation et l’insécurité, la population grossit chaque jour sous un flux de réfugiés qui ne ralentit pas et fait craindre une explosion sociale. Manifestation et sabotages se succèdent alors que l’Armée rouge s’approche. Le 18 mars, elle s’empare de Berezovka, à 80 km d’Odessa, refoulant les troupes coloniales algériennes, grecques et blanches qui tenaient la position. Plusieurs chars Renault sont perdus. Puis c’est Otchakov qui est abandonnée. Les soldats blancs, qui se débandent, doivent être évacués par les navires français. Le périmètre défensif se réduit de plus en plus et des rapports signalent des soulèvements locaux à l’ouest de la ville, ce qui menace les communications terrestres avec les forces du général Berthelot qui stationnent en Roumanie. Le 20 mars, Franchet d’Esperey, qui jusque-là suivait les opérations depuis Constantinople, arrive à Odessa. Il y découvre une troupe sans moral, des officiers supérieurs très pessimistes et une ville presque à court de ravitaillement. Quelques renforts sont annoncés, mais Franchet d’Esperey se rallie à la position de ses subordonnés et câble à Foch que la position n’est plus tenable. Les généraux grecs, arrivés à la même conclusion, consultent aussi leur gouvernement sur les modalités d’un rembarquement. Celui-ci est préparé sans en informer les forces de Denikine en qui personne n’a confiance et pour éviter les mouvements de foule dans la ville. Le 1er avril, après avoir obtenu le feu-vert de Clemenceau, Franchet d’Esperey donne l’ordre d’évacuation. L’opération est considérable mais se déroule en bon ordre : plusieurs dizaines de milliers de personnes embarquent sur des navires civils protégés par les canons de la flotte. Une partie des troupes prend la mer, mais le plus gros des soldats français et grecs quitte la ville en traversant le Dniestr et la Bessarabie pour marcher vers la Roumanie voisine. Le 6 avril tout est terminé. Le 7 Grigoriev entre dans Odessa.
Ne reste plus que Sébastopol et la Crimée. Pendant que Franchet d’Esperey préparait l’évacuation d’Odessa, il avait dressé lucidement le constat d’échec de toute l’intervention et avait demandé à Foch la « liquidation de notre action en Russie méridionale. » Mais Clemenceau pense possible de se maintenir en Crimée et d’en faire un bastion pour une action future dans le sud de la Russie. La presqu’île de Crimée occupe une position centrale en mer Noire. Grâce au port de Sébastopol, elle peut accueillir des forces importantes et, depuis la base de Tendra, il est aisé de maintenir le blocus d’Odessa. La garnison alliée est sous les ordres du colonel Trousson. Les renforts déroutés depuis Odessa la portent à 5 000 hommes, dont de nombreux Grecs. Côté français, on a mis à terre les compagnies de débarquement des vaisseaux pour étoffer les défenses, mais plus de la moitié du contingent engagé est composé de troupes coloniales algériennes et sénégalaises. Comme à Odessa, le moral et la discipline sont faibles. Dans les troupes de renfort, des refus d’embarquements ont été signalés à Constanța en Roumanie. Il y a aussi plus de 6 000 soldats blancs qui entretiennent des rapports conflictuels avec l’état-major allié et en qui personne n’a confiance, y compris le gouvernement provisoire de Crimée, lui-même paralysé par des querelles internes. À Sébastopol, grèves et manifestations se succèdent. Les journaux cessent de paraître, puis la ville est privée subitement d’eau et d’électricité, obligeant les Alliés à faire fonctionner eux-mêmes les centrales électriques. Franchet d’Esperey et Amet, lors d’une inspection des postes de défense, arrivent à la conclusion logique que la position n’est plus tenable. Clemenceau, informé, acquiesce. L’offensive bolchevique (qui intervient alors qu’Odessa est en cours d’évacuation) précipite les événements. Le 3 avril, les défenses de l’isthme de Perekop, qui verrouillent la presqu’île, sont enfoncées après une résistance symbolique des troupes blanches. L’Armée rouge progresse vers le sud, exposant Sébastopol à une attaque. Le 12 avril, l’évacuation de la ville est décidée mais les responsables de l’armée de Terre et de la Marine ne sont pas d’accord sur ses modalités. Franchet d’Esperey veut en finir rapidement, mais il faut mobiliser une logistique importante, ce qui demande du temps. De plus, le cuirassé Mirabeau, qui s’était échoué en février devant le port, vient à peine d’être dégagé et ses avaries sont trop graves pour qu’il reprenne seul la mer. Il est bien sûr impossible de laisser aux Bolcheviques un pareil trophée, aussi Amet obtient un sursis le 15. Quant à la population civile, une partie d’entre elle commence à se retourner : plusieurs milliers de personnes, issues essentiellement de la bourgeoisie urbaine et craignant les violences communistes, se massent sur les quais en espérant pouvoir monter sur les navires français. C’est dans cette ambiance dramatique que, le 16 avril, l’Armée rouge se lance à l’assaut de Sébastopol. L’attaque est repoussée grâce à l’intervention des cuirassés et des croiseurs alliés dont les obus de gros calibre écrasent les assaillants qui finissent par se replier. Une trêve de plusieurs jours est conclue. Chacun y trouve son compte car les Français peuvent organiser l’évacuation en bon ordre et les Bolcheviques attendre l’arme au pied que la ville leur soit tranquillement cédée. C’est alors qu’éclatent les troubles dans l’escadre.

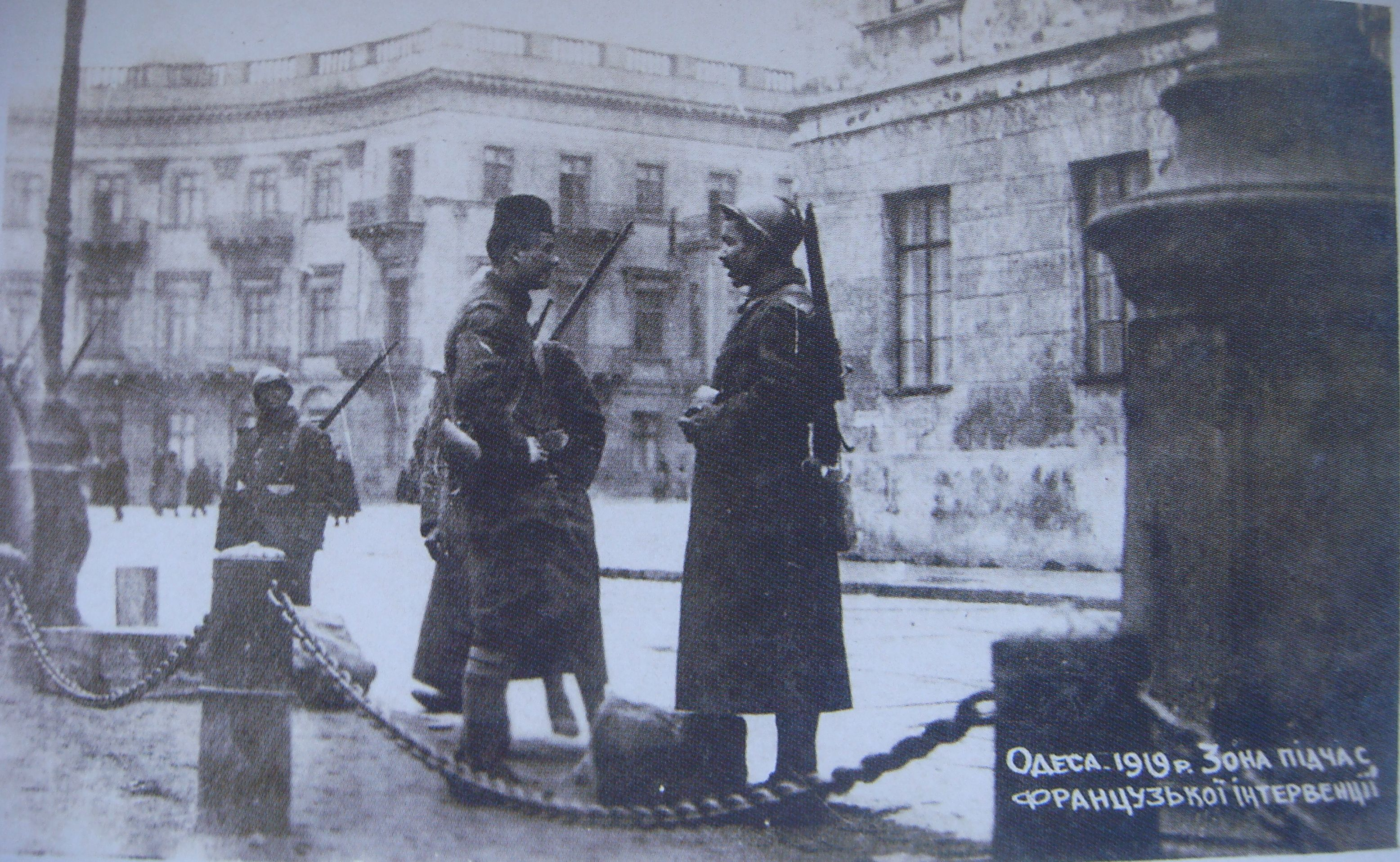
Soldats nord-africains dans une rue d'Odessa. Une bonne partie des effectifs déployés par la France en mer Noire sont des troupes coloniales.
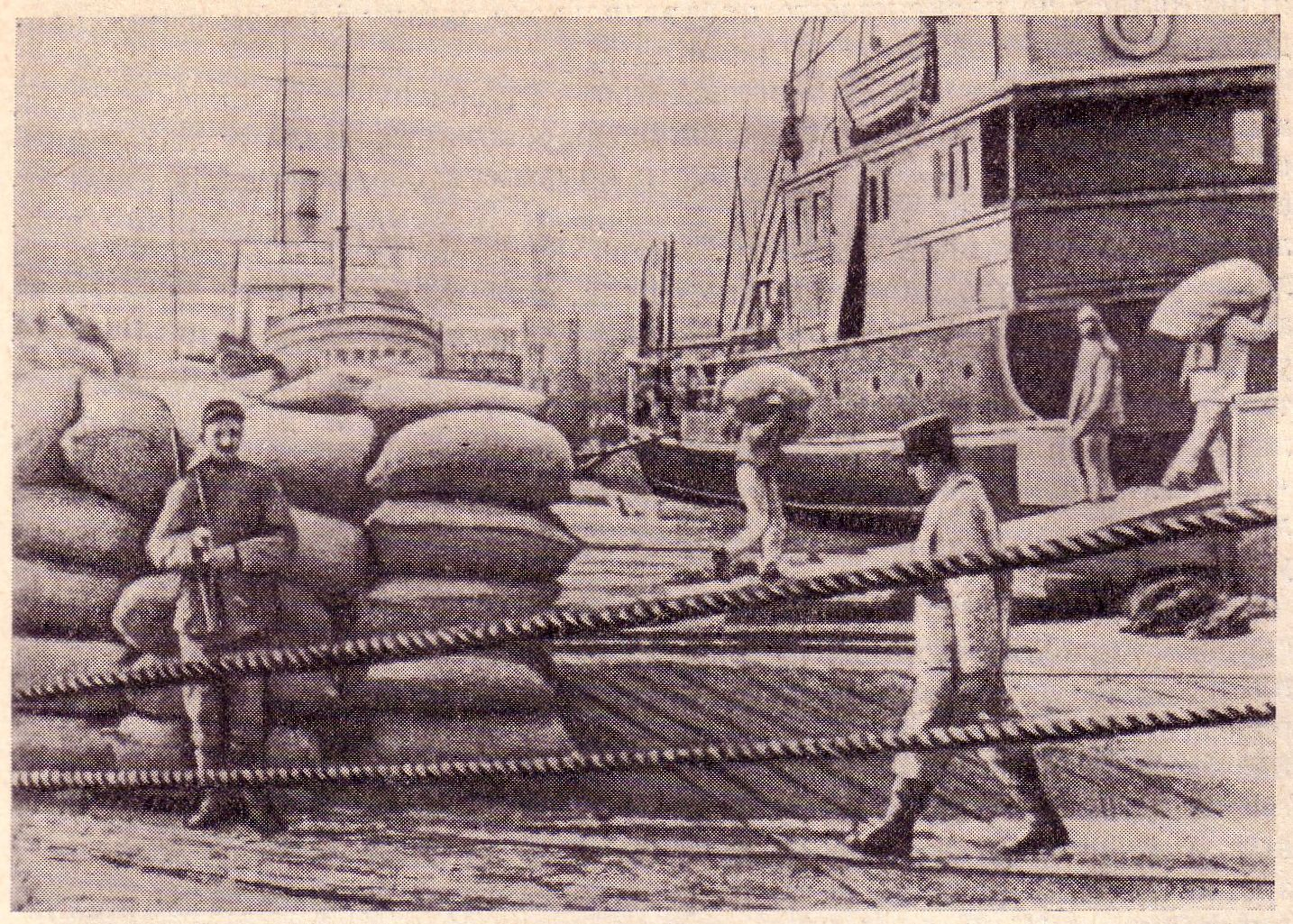
Soldats français à Odessa devant un stock de blé. Malgré la volonté d’aider les « Blancs », l’intervention est mal accueillie par la population.
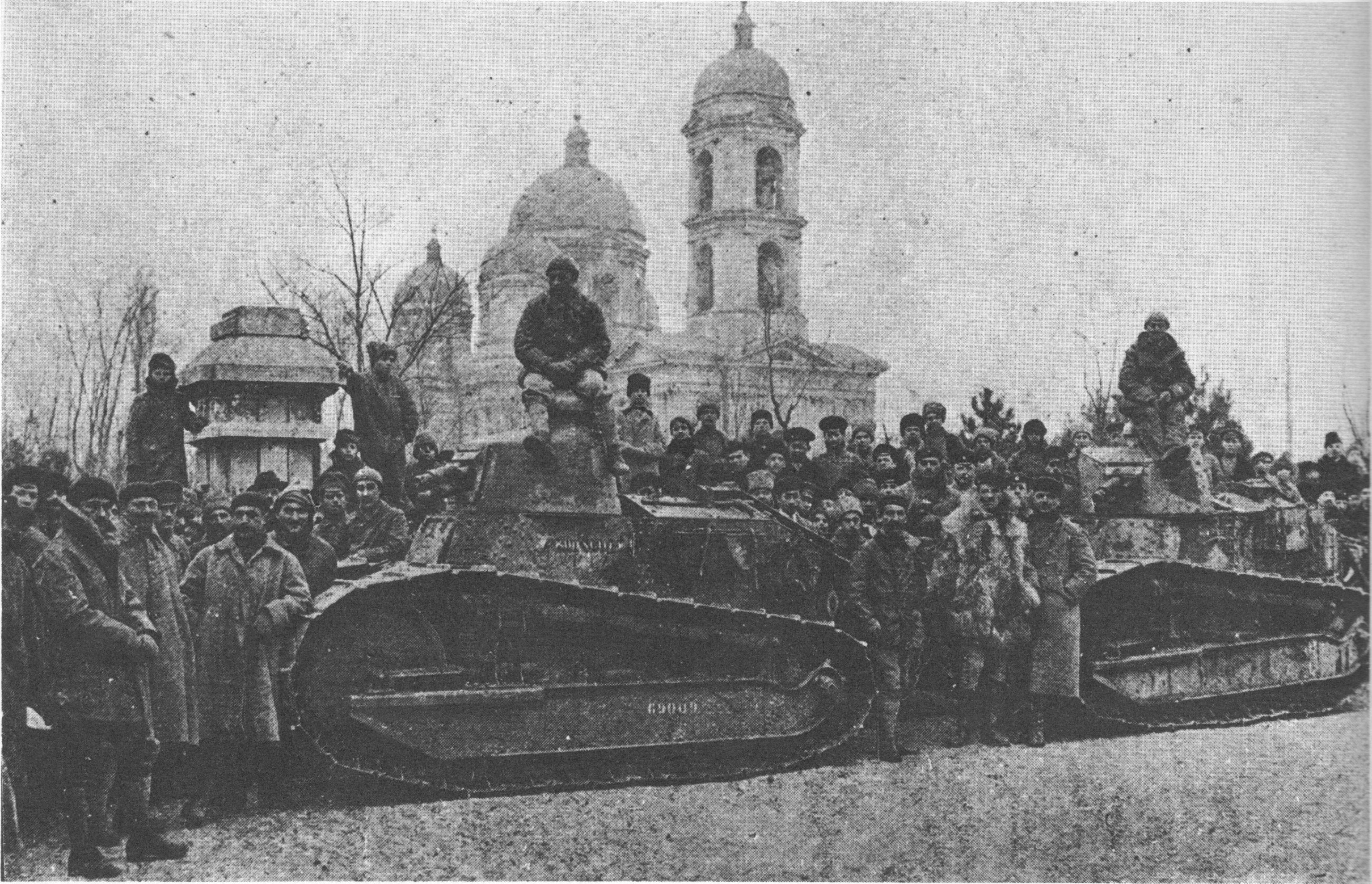
Chars Renault à Odessa. Les troupes blanches de Denikine, inefficaces, ne profitent guère de l’aide qui leur est offerte.
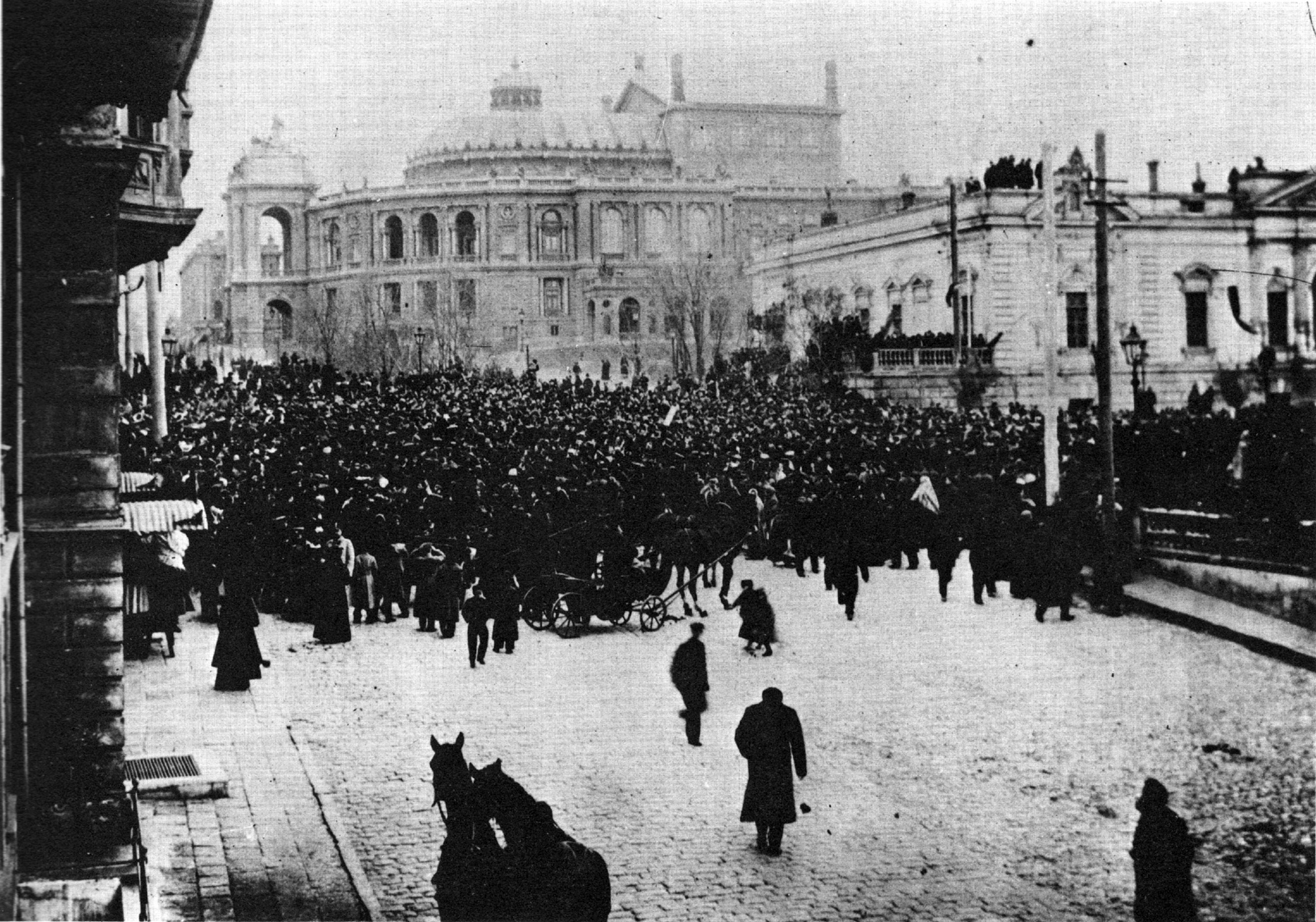
Manifestation à Odessa. Les agents bolcheviques, nombreux dans les villes, utilisent facilement la misère des populations contre les occupants.
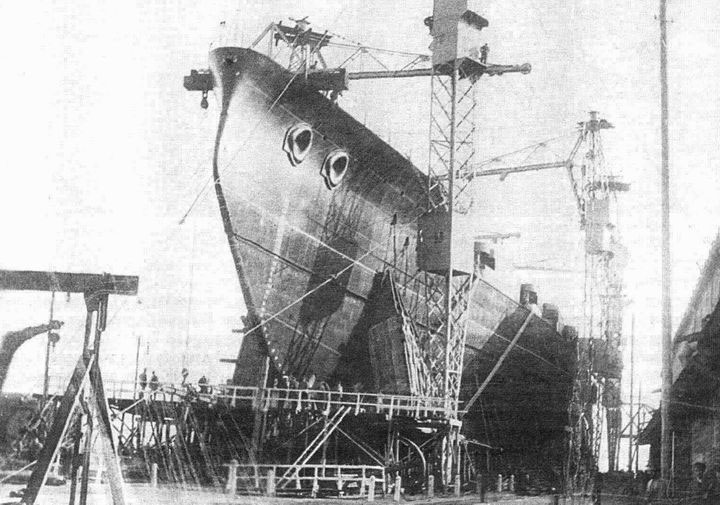
Cuirassé en construction à Nikolaïev. Les Français occupent la ville de janvier à mars 1919 et s’en retirent sans avoir pu détruire les navires sur cale.
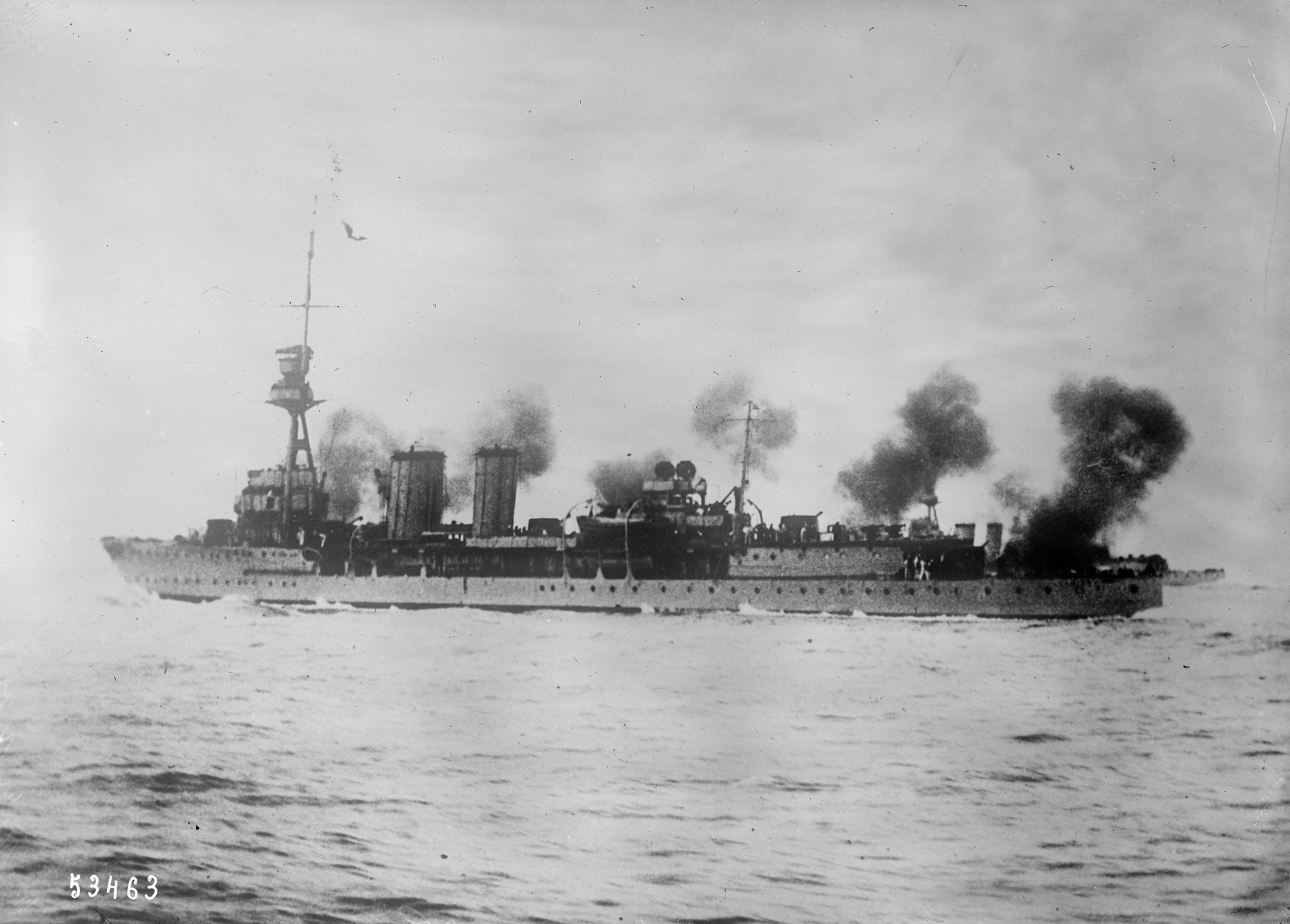
Bombardement naval contre l’Armée rouge. Les faibles troupes débarquées ne doivent leur salut qu’au soutien logistique de la flotte et au feu de ses canons.
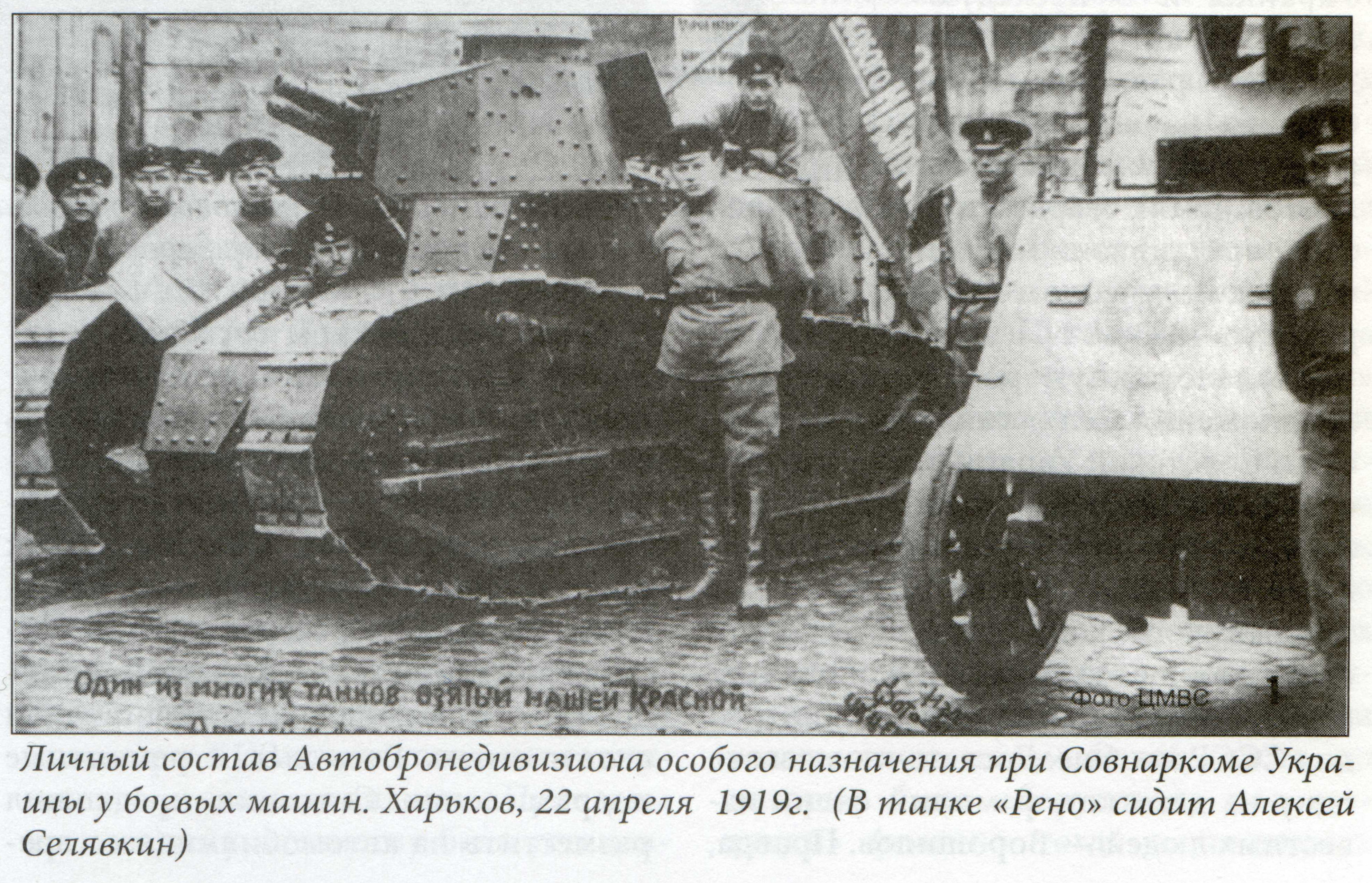
Char Renault capturé près d’Odessa. Saisis lors de l’avance de l’Armée rouge, les blindés sont exhibés à Kharkov.
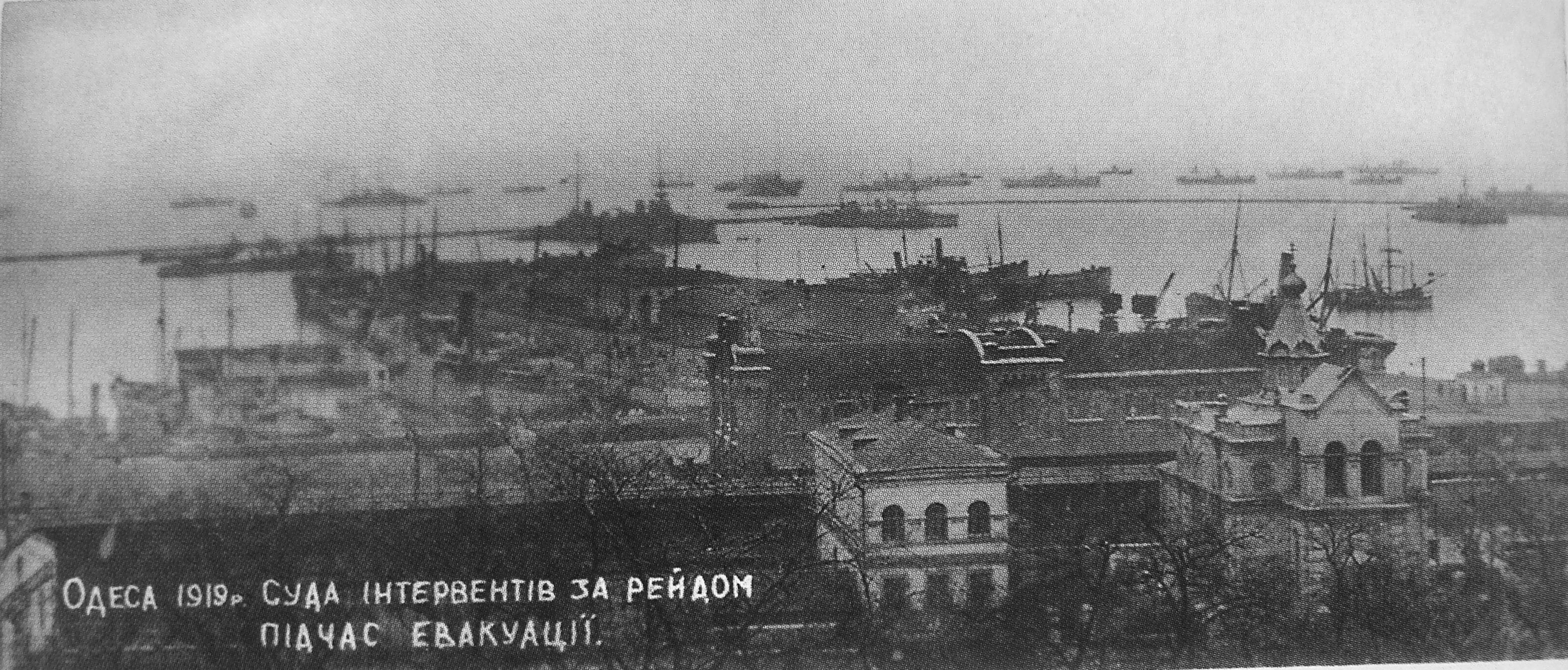
Navires alliés à Odessa au moment de l'évacuation de la ville. Considérée comme indéfendable par les Français, Odessa est évacuée le 6 avril.
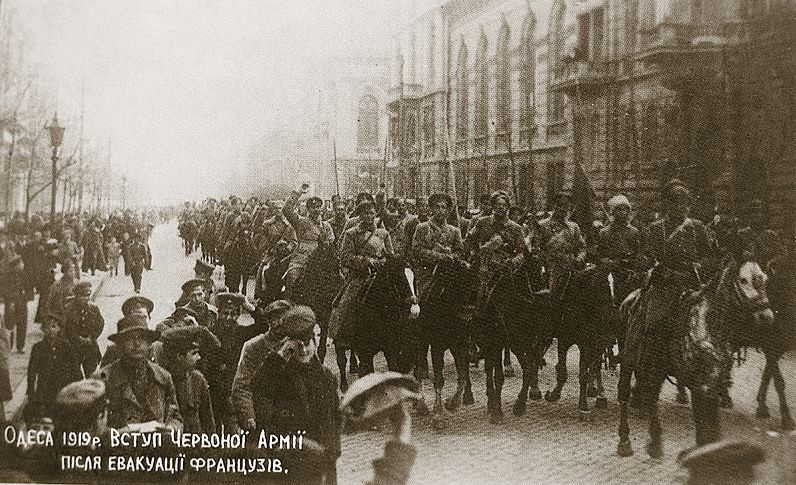
L’entrée de l’Armée rouge dans Odessa. La cavalerie de Grigoriev pénètre dans la ville le 7 avril, au lendemain de l’évacuation française.
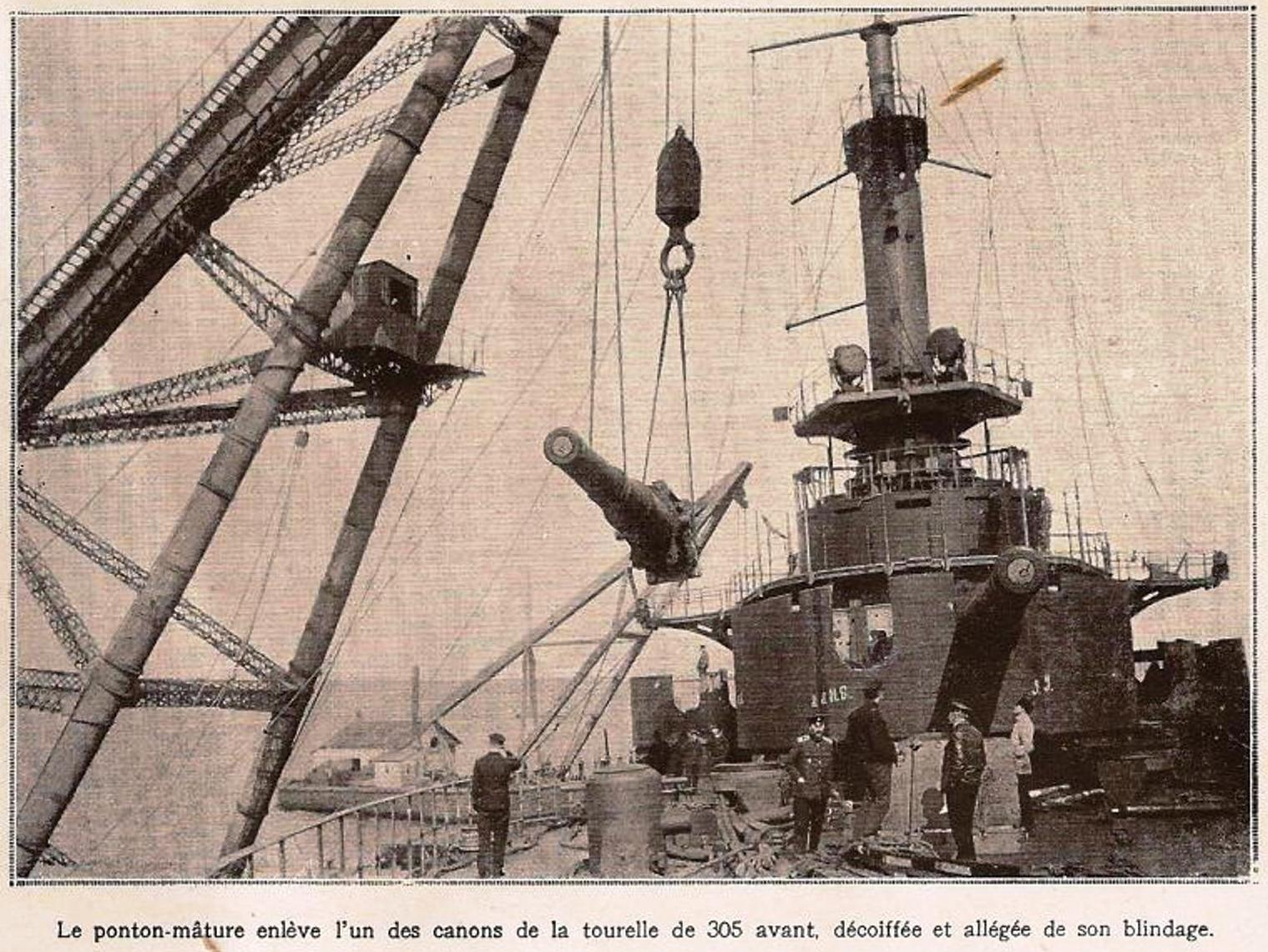
Opération de démontage sur le Mirabeau. Le cuirassé, échoué devant Sébastopol, demande de gros efforts pour être dégagé alors que la ville est menacée.
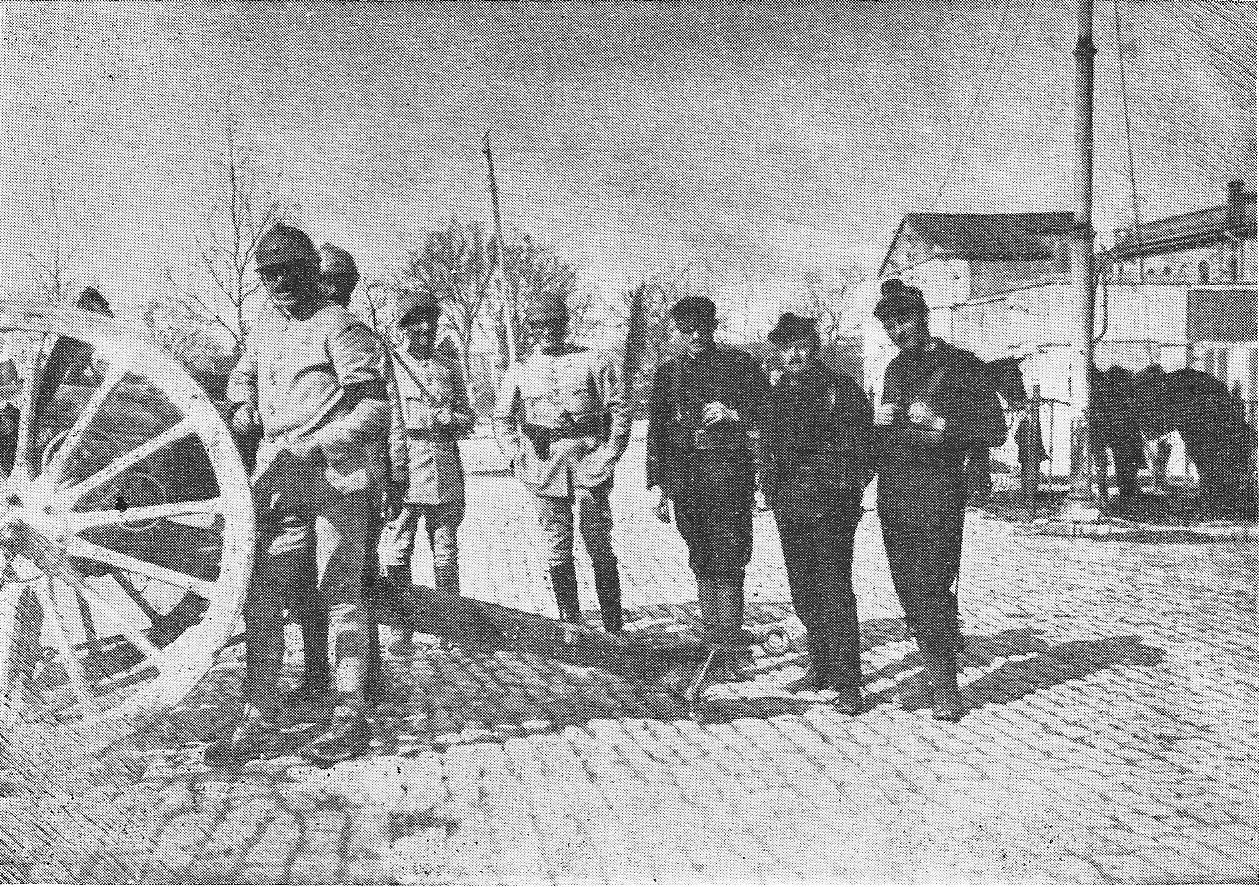
Troupes françaises à Sébastopol. Avec l'aide des canons de marine elles repoussent l'offensive bolchevique alors que l'ordre d'évacuation a été donné.

## Les deux vagues de mutineries

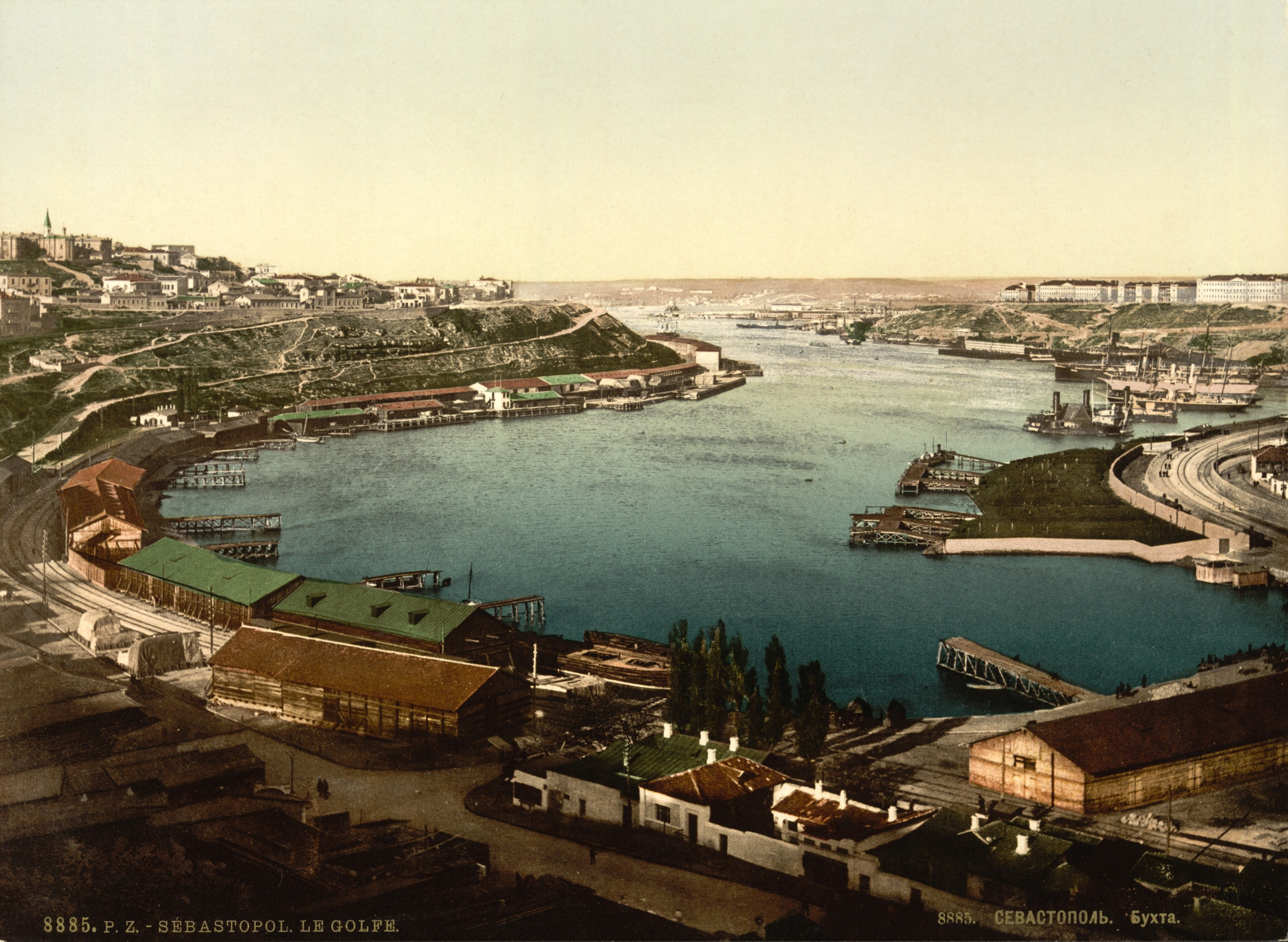
Sébastopol vers 1905. Les mutineries d'avril 1919 se concentrent dans ce port car c'est là que se trouve le plus gros des moyens de l'escadre. Une manifestation en ville fait aussi six morts français.

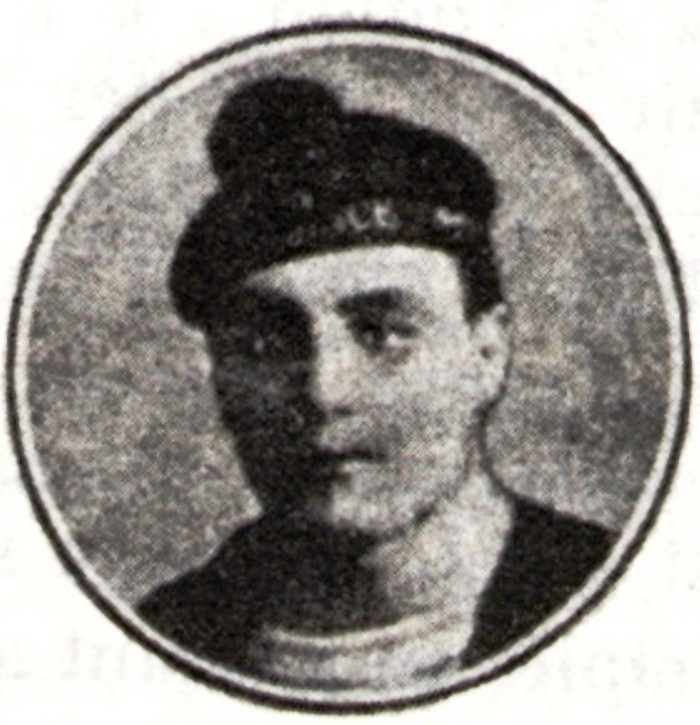
Le matelot mécanicien Virgile Vuillemin, très actif dans les mutineries du France, est élu pour porter les revendications de l'équipage auprès du commandement.

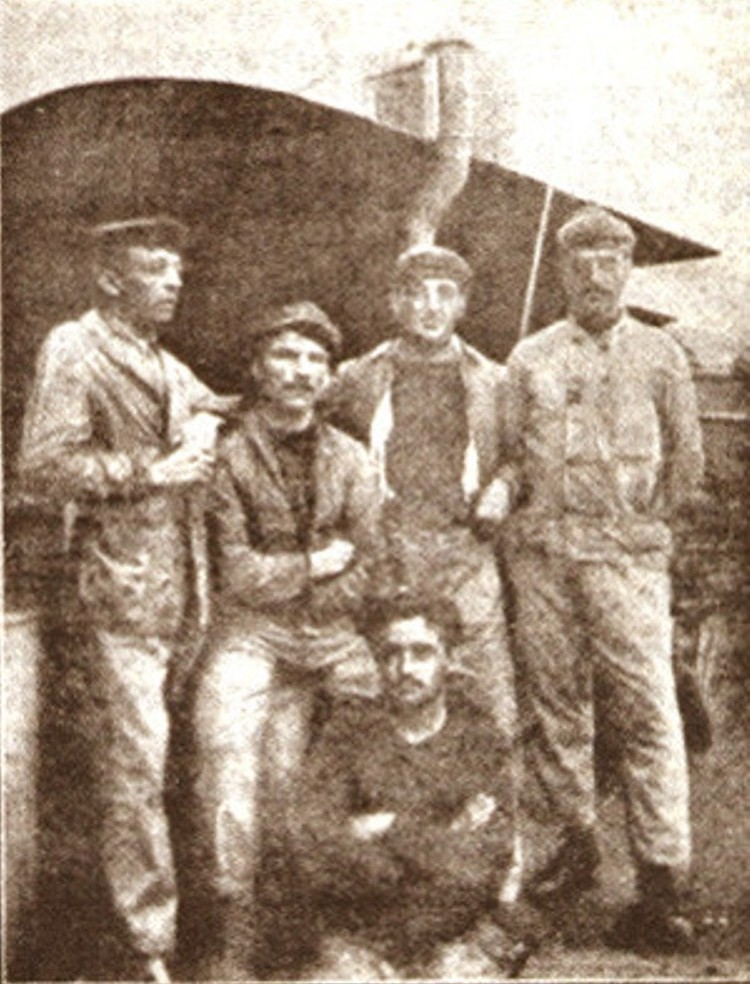
L'une des rares photographies de quelques-uns des marins mutinés.

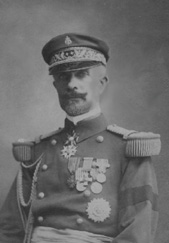
Contre-amiral Henri du Couëdic de Kerérant.

La mutinerie commence le 16 avril sur le contre-torpilleurs Protet, mouillé dans le port fluvial roumain de Galatz. Un groupe d’hommes animé par André Marty, ingénieur et chef machine du bâtiment, veut s’emparer du bâtiment lors de sa prochaine mission et le livrer aux Bolcheviques. Si nécessaire, les conjurés ont décidé de faire usage des armes et envisagent aussi d’empoisonner les officiers. En cas d’échec, il est même prévu de faire sauter le bâtiment. Mais le complot est éventé et André Marty arrêté.
Trois jours plus tard, la mutinerie éclate sur les navires stationnés en Crimée. Elle touche tout particulièrement le France, puis le cuirassé Jean Bart, le foyer principal se trouvant sur le France, où les hommes s’irritent d’une corvée de charbon prévue pour le jour de Pâques (ignorant qu’elle vient d’être reportée). Les premiers incidents sont signalés dans la nuit du samedi 19 avril lorsque le capitaine d’armes intime l’ordre d’aller se coucher à un groupe de matelots qui bavardent sur la plage avant. Des cris, des injures retentissent. L’officier-marinier est bousculé alors que l'on entend l’Internationale. La chanson est reprise sur le Jean Bart qui est mouillé à proximité. On s’y agite de même et on conspue les officiers en s’interpellant d’un bâtiment à l’autre. Des hommes courent vers les batteries, réveillent les marins couchés, vandalisent une partie du matériel et vont libérer les prisonniers disciplinaires. Sur le France, le commandant en second tente de discuter avec une délégation de trois matelots choisis par l'équipage alors que l’ordre est donné discrètement aux officiers et aux premiers maîtres de s’armer et que le navire est bouclé. Lorsqu’ils l’apprennent, les mutins, un moment apaisés, s’enflamment. Un petit groupe s’empare d’un canot à vapeur et fait le tour du port de Sébastopol pour trouver du soutien. Il accoste à la coupée du Jean Bart où résonne toujours l’Internationale, puis se dirige en vain vers le Justice, le Mirabeau, le Voltaire, l’Algol et le Du Chayla dont le commandant menace de faire tirer. Sur le France, le vice-amiral Amet tente de calmer ses hommes en promettant un retour prochain et une absence de sanctions, mais il est copieusement hué et quitte finalement le bord. Le tumulte se poursuit jusque vers minuit sur les couplets de l’Internationale et aux cris de « À Toulon ! À Toulon ! ».
Au matin du 20 avril, le pavillon rouge est hissé sur les deux cuirassés (sans amener le pavillon tricolore) et les matelots refusent de se lever avant 8 heures. Les officiers tentent de calmer les hommes. Le capitaine de vaisseau Henri du Couëdic de Kerérant, commandant du Jean-Bart, fait amener le pavillon rouge hissé sur le Jean Bart ; mais sur le France les matelots ne veulent rien entendre et chantent de plus belle l’Internationale. Les deux équipages veulent se joindre à une manifestation organisée par les communistes dans les rues de Sébastopol et refusent d’écouter Amet alors que, dans l’état-major, c’est plutôt la confusion au vu des initiatives contradictoires de certains chefs. Le commandant de la flotte, par exemple, essaie d’interdire toute descente à terre, ce qui irrite autant les équipages du France et du Jean Bart que ceux du Justice et du Vergniaud. Pour apaiser cette effervescence, le commandement se résout à autoriser la descente à terre. En début d’après-midi, les permissionnaires descendent à terre, ce qui permet d’amorcer une détente. Néanmoins, un groupe déterminé cherche à s’emparer d’armes et de munitions. Pour cela, il se rend dans le fort du nord de Sébastopol, tenu par les Français, en se faisant passer pour le service des vivres. Mais leur ruse est éventée et le groupe refoulé l’arme à la main par un officier. En ville, le gros des permissionnaires est accueilli chaleureusement par des civils russes parmi lesquels se sont glissés quelques agents bolcheviques qui entendent bien profiter de l’occasion pour aiguillonner les matelots révoltés. La manifestation ne rassemble qu’une cinquantaine de Français, tout comme les Russes, il est vrai bien « encadrés » par les agents bolcheviques. Le petit cortège, extrêmement bruyant, s’élance en ville en arborant le drapeau rouge. Un officier français rencontré en chemin est violemment pris à partie. Les manifestants croisent ensuite un détachement grec de la force d’intervention alliée. Dans la ville en état de siège, les Grecs n’hésitent pas à ouvrir le feu. Une patrouille française somme les manifestants de se disperser. Des coups de crosse sont distribués. Les bannières sont déchirées. L’échauffourée s’achève sous les tirs des Russes blancs. On relève cinquante victimes, dont cinq blessés et un tué parmi les marins français.
La nouvelle de la fusillade provoque une émotion considérable sur les bâtiments. Les équipages crient vengeance. Le marin mortellement blessé est un homme du Vergniaud, ce qui fait entrer le navire dans la mutinerie, suivi du Mirabeau qui est mouillé à côté. Le Justice, dont l’un des hommes a été grièvement blessé, est touchée à son tour. Il faut tout le talent diplomatique de son commandant pour empêcher une partie de l’équipage de monter une expédition punitive contre les Grecs. Au soir du 21 avril, cinq cuirassés et croiseurs sont, à des degrés divers, affectés par les mutineries. Néanmoins, les mutins ne sont pas majoritaires, et les officiers, par le dialogue, ont évité une effusion de sang à bord. Un fossé commence même à se creuser entre les éléments les plus radicaux et le gros des hommes qui n’aspire qu’à rentrer. Amet réussit finalement à faire disparaître les drapeaux rouges de tous les navires contre promesse de retour et absence de sanctions. Le 23 avril, le France, la plus touchée par les désordres, est prudemment éloignée de la zone d’opération. La confusion, d’ailleurs, s’est emparée d’une partie des mutins : les meneurs les plus impliqués, craignant un traquenard à l’arrivée en métropole, cherchent pendant quelques heures à bloquer le départ en criant au complot. « Alerte, camarades, on veut nous faire appareiller ! ». C'est le cas, par exemple, de l'ouvrier mécanicien Virgile Vuillemin qui avait été choisi trois jours plus tôt pour exposer les revendications de l'équipage. Mais l’attrait du retour est le plus fort. Le France arrive à Bizerte le 29 avril.
La mutinerie touche ensuite le Waldeck-Rousseau devant Odessa alors que le croiseur, sous les ordres du contre-amiral Caubert, y observe l’évolution de la situation. Le 23 avril, l’équipage commence à murmurer lorsqu’il apprend que l’officier mécanicien arrêté pour son complot avorté sur le Protet est incarcéré sur le Waldeck-Rousseau. Les choses en sont là quand, le 25, le ravitailleur Suippe arrive de Sébastopol. Quelques matelots de ce navire informent aussitôt leurs camarades du Waldeck-Rousseau des incidents qui se sont produits depuis le 19 à Sébastopol. Des groupes se forment alors à l’avant du bâtiment et commencent à chanter l’Internationale. Au matin du 26, une affiche est découverte incitant l’équipage à la révolte. Les hommes tiennent des conciliabules par petits groupes et se taisent au passage des officiers. Le dimanche 27, deux autres affiches invitant l’équipage à suivre l’exemple des marins de Sébastopol sont découvertes. Inquiet, Caubert fait repasser discrètement Marty (qui cherche à communiquer avec l’équipage) sur le Protet, lequel part aussitôt pour Constantinople. Mais, après le repas de midi, les premiers incidents éclatent. Une centaine d’hommes, massés sur l’avant, élit un véritable soviet. Une délégation, reçue par le commandant et le contre-amiral Caubert, demande à rentrer en France, exprime l’incompréhension générale vis-à-vis de cette guerre lointaine, les doléances sur le manque de courrier, les permissions inexistantes, et la discipline trop sévère. Caubert, qui doute que cette démarche représente tout le monde, fait sonner le rassemblement pour tenter de raisonner l’équipage en faisant appel à sa fierté, à son sens de l’honneur et du sacrifice. Il promet, comme son supérieur, l'amiral Amet, un retour en France dans les plus brefs délais et une absence de sanctions. Peine perdue. Des sifflets couvrent le discours. Le tumulte est général. Les hommes veulent rentrer tout de suite et n’obéissent plus à personne. Pendant quelques heures, le navire échappe totalement à ses officiers. Dans l’état de surexcitation où se trouve l’équipage, Caubert redoute même que le Wadeck-Rousseau ne soit livré aux Bolcheviques à Odessa.
Néanmoins, Caubert gagne du temps par le dialogue et emploie les officiers à rallier petit à petit les éléments les plus sensibles à la persuasion. L’équipage se calme et le vaisseau, que Caubert avait fait annoncer comme levant l’ancre pour Constantinople, fait relâche en rade de Tendra après une nuit calme. Les hommes « semblent dégrisés » (Philippe Masson) et les délégués élus la veille, craignant de sévères sanctions, s’emploient à rétablir l’ordre. Mais, en rade de Tendra, mouille aussi le Bruix venu de Sébastopol avec soixante hommes destinés au Waldeck-Rousseau. L’arrivée de ces nouveaux-venus relance l’agitation. Une nouvelle fois, une centaine d’hommes se réunit sur l’avant du navire et procède à l’élection d’une nouvelle délégation plus résolue que la première. Caubert et le commandant décident de réagir immédiatement. Ils constituent, à l’arrière du bâtiment, une forte garde armée avec les officiers, les officiers mariniers et tous les hommes décidés au maintien de l'ordre. À la tête de cette troupe, ils s'avancent vers l'avant du Waldeck-Rousseau. Impressionnés, la plupart des matelots acceptent de se rallier et passent derrière la garde armée. Les derniers irréductibles finissent les uns après les autres par se disperser. La mutinerie est terminée. Pendant quelques heures, tout a semblé possible mais, à aucun moment, le drapeau rouge n’a été hissé, ce qui montre le côté relativement inorganisé de cette affaire pourtant lancée, à la différence des autres navires, par de petites cellules de jeunes matelots fortement politisés.
Les 28 et 29 avril, l’évacuation de Sébastopol s’achève. Contrairement à ce qui a été trop souvent dit, ce rembarquement n'est en rien un succès obtenu par les mutins car l’opération avait été décidée avant les troubles, compte tenu de l’offensive victorieuse de l’Armée rouge. Aux dires d’Amet, les mutineries lui ont plutôt compliqué la tâche, mais les Bolcheviques, pourtant aux portes de la ville, n’ont pas cherché à en profiter car ils n’étaient pas au courant de la paralysie de l’escadre : cette ignorance indique que les mutins n’étaient pas téléguidés par les Bolcheviques malgré la présence de leurs agents en ville. Les navires rentrent en France, même si la présence militaire française en mer Noire n’est pas terminée. La mutinerie a été assez brève : quatre jours à Sébastopol, deux jours devant Odessa, tuée dans l’œuf à Galatz et somme toute contenue, malgré la fusillade dans le port. Tous les bâtiments, d’ailleurs, n’ont pas été touchés : l’aviso Scarpe, solidement tenu en main par le capitaine de corvette Muselier, n’a connu aucun incident et nombre d'autres n'ont vécu qu'une brève agitation. La censure militaire réussit à cacher le plus gros des événements alors qu’en France, la presse et l’opinion ont les yeux tournés vers la conférence de paix de Versailles qui bat son plein.
La situation semble revenir à la normale mais, pendant l’été, les troubles reprennent. Cette deuxième vague de mutineries est autrement grave que celle du printemps. Elle dure des semaines et ne s’éteint qu’à l’automne après avoir touché presque tous les lieux où stationnent des vaisseaux français. En Méditerranée orientale, sur le cuirassé Diderot et sur le croiseur cuirassé Guichen, dans le golfe de Patras. Dans les ports-arsenaux et sur les navires, en France et en Afrique du Nord : à Brest, Toulon, Cherbourg, Lorient et Bizerte. À Brest, l’amiral Guépratte, grâce à son immense prestige et en payant de sa personne, réussit à étouffer dans l’œuf les revendications révolutionnaires. Le centre d’agitation le plus important est à Toulon, sur le cuirassé Provence. Un mouvement secoue le port pour obtenir la levée des punitions prises contre les mutins de la mer Noire. Alors que l’amiral Lacaze, très inquiet, prend des mesures pour « protéger la ville », une mutinerie éclate le 11 juin à bord du Provence. Des rumeurs disent que des anarchistes, en liaison avec les mutins, auraient l’intention de constituer un soviet militaire et ouvrier qui prendrait le contrôle de Toulon. Par solidarité avec les mutins du Provence qui ont hissé le drapeau rouge, les équipages de tous les navires en rade refusent d’assurer le service. En ville, un cortège composé de soldats, de matelots et de civils conspue Clemenceau et réclame l’amnistie pour les hommes incarcérés au retour de la mer Noire. Le préfet maritime demande des renforts à la XVe région militaire alors que les mutins hésitent sur la conduite à suivre. Mais la répression n’a pas lieu : la décision du Ministère de la marine d’envoyer en permission les classes 1909, 1910 et 1911 rétablit immédiatement le calme. La censure, toujours en vigueur sur le territoire national, ne permet pas à la presse d'enquêter sur cette affaire. Il est vrai aussi que l'année 1919 est marquée par une forte agitation sociale et d'importants mouvements de grève impossible à cacher pour le gouvernement et qui captent l'attention des commentateurs loin des ports de guerre sévèrement gardés.

### Galerie: Les principaux navires touchés

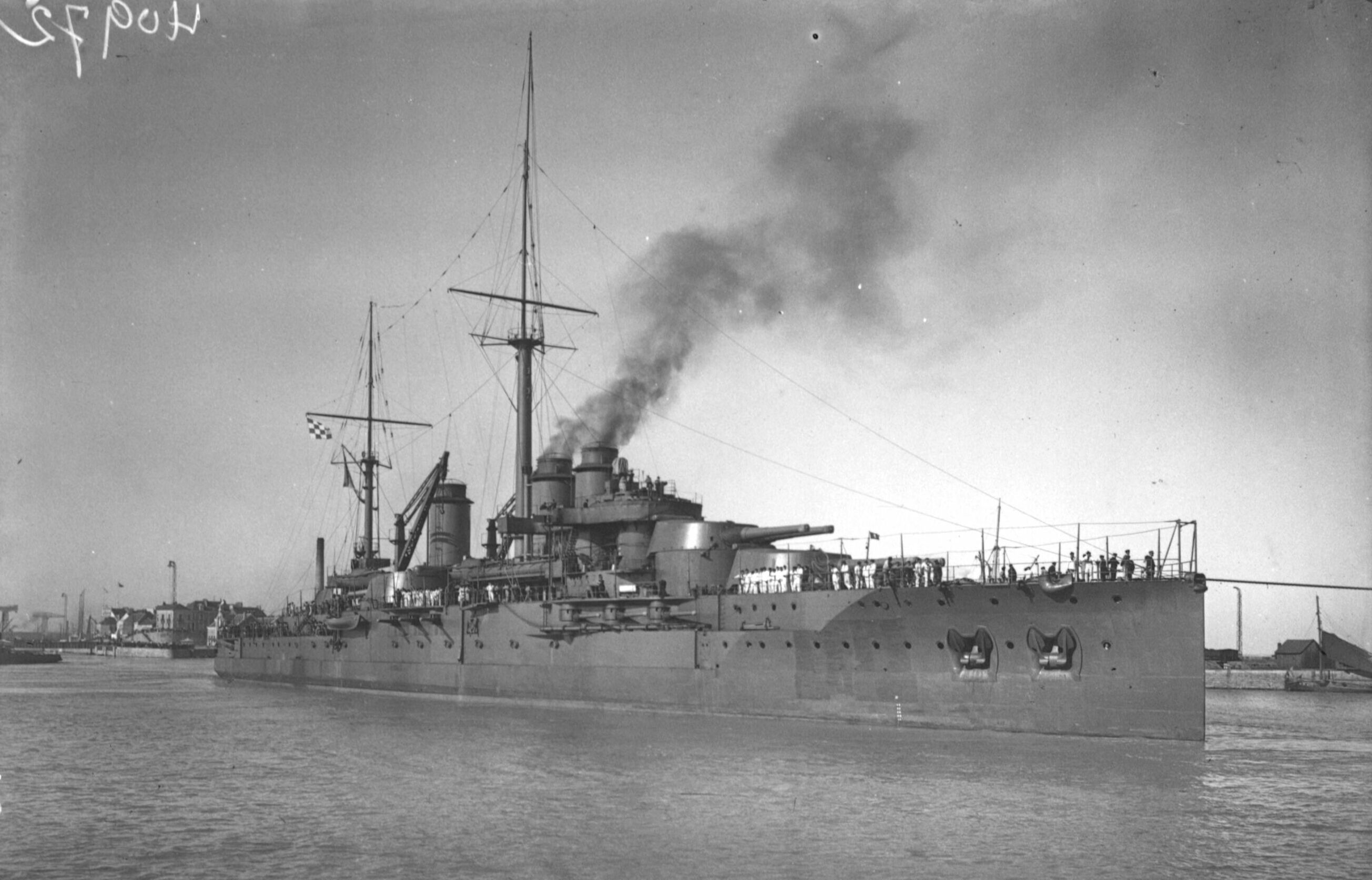
Le cuirassé France, le 19 avril, est le plus touché par la première vague de mutinerie. Le Jean Bart (cuirassé, 1911) partage son sort.
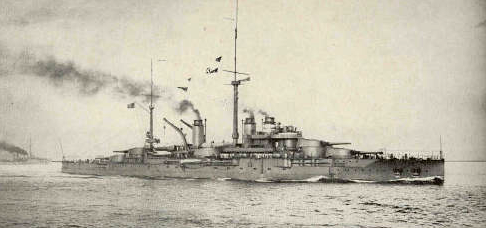
Le Jean-Bart, commandé par le Capitaine de Vaisseau Henri du Couëdic de Kerérant qui, bien que blessé fait amener le drapeau rouge hissé par les mutins.
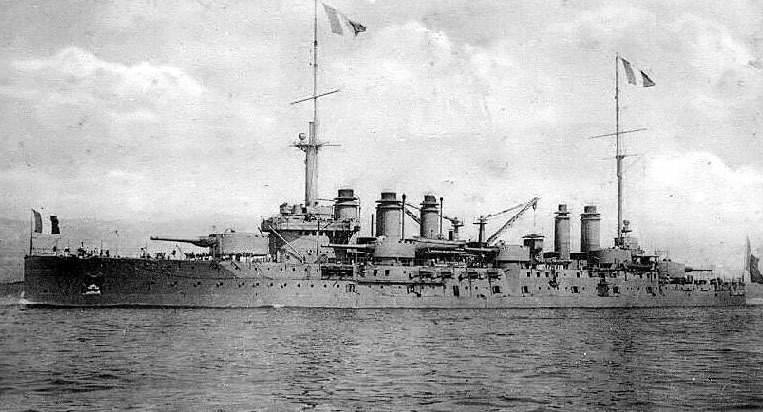
Le 20 avril, le Vergniaud hisse le drapeau rouge. Le Mirabeau et le Justice font de même pendant quelques heures.
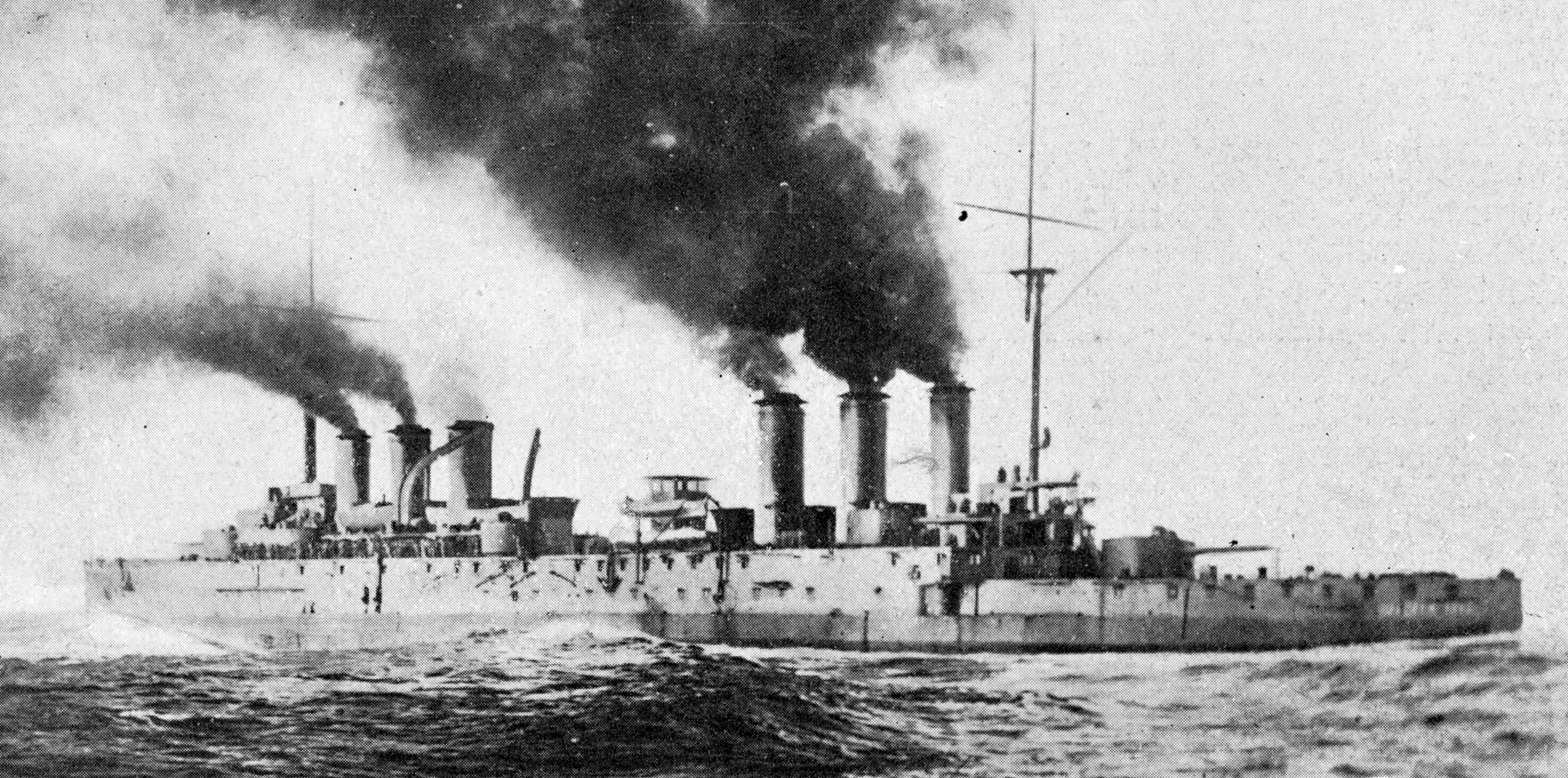
Le croiseur cuirassé Waldeck-Rousseau est secoué par deux jours de mutinerie devant Odessa (26-28 avril).
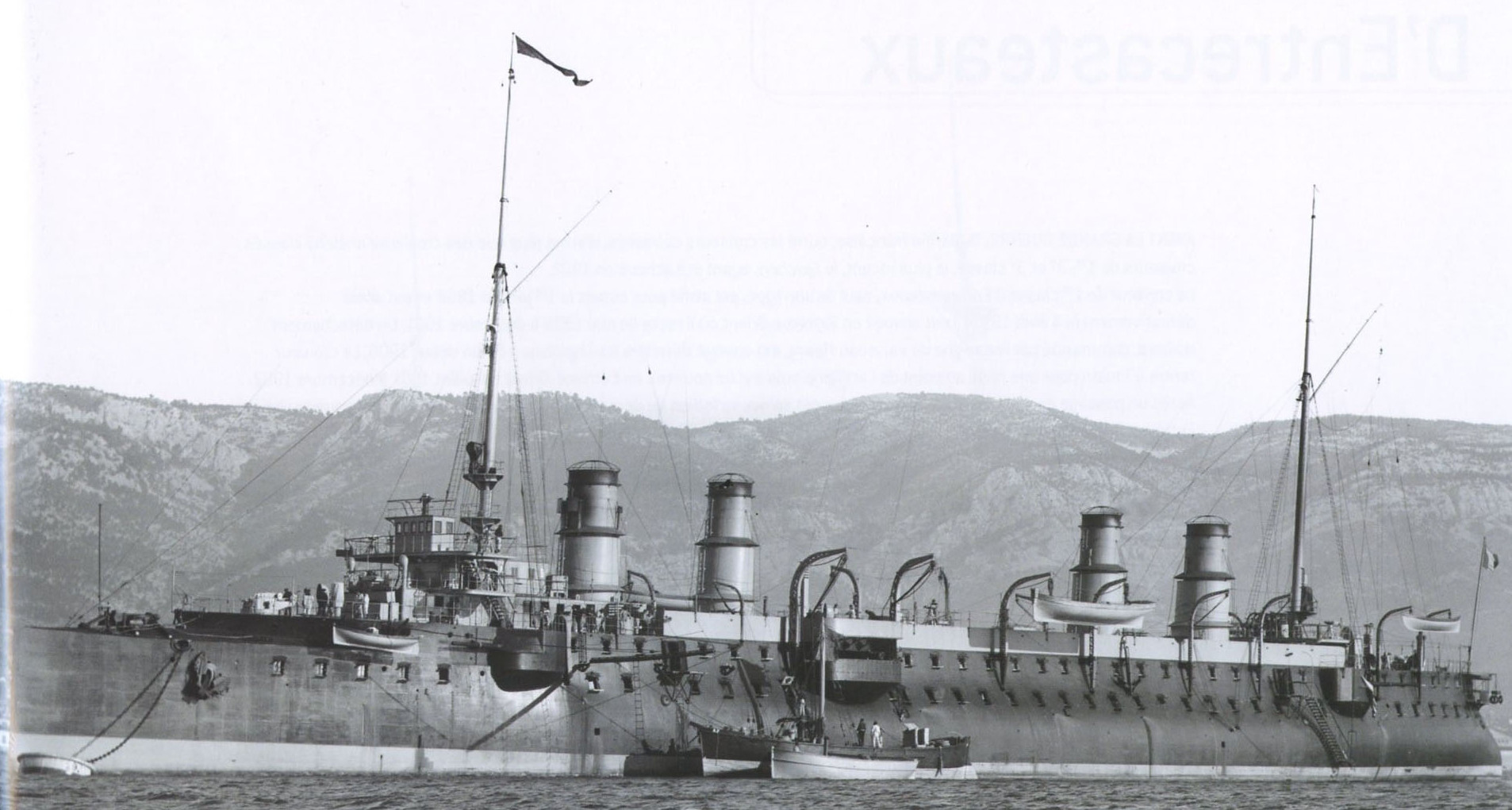
Le Guichen est touché pendant l’été 1919 par la deuxième vague de mutineries en Méditerranée orientale, tout comme le Diderot.
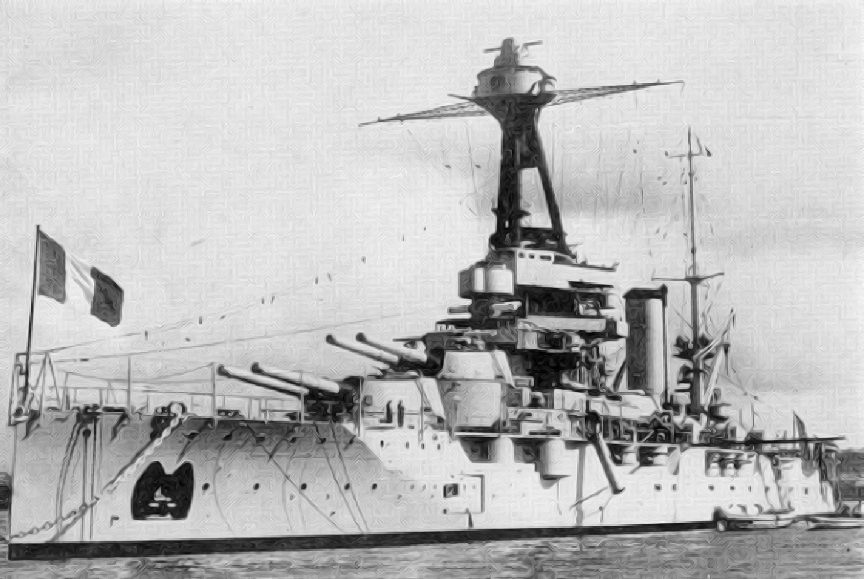
La deuxième vague de mutineries affecte aussi les ports et arsenaux français. À Toulon, le cuirassé Provence est au centre de l’agitation.

## Des mutineries révolutionnaires?

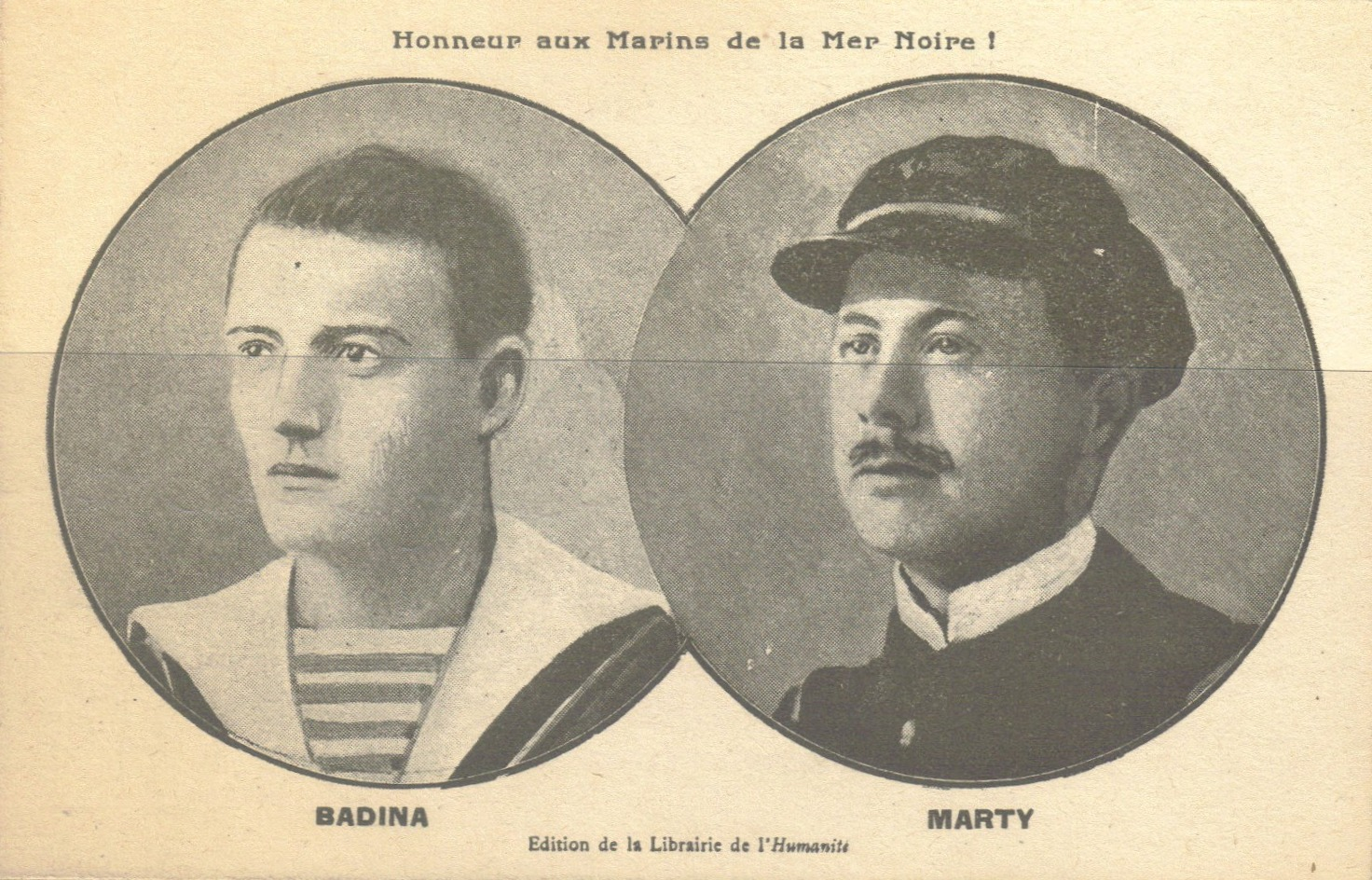
Le quartier-maître Badina et le chef mécanicien André Marty montent une mutinerie révolutionnaire sur le Protet pour rejoindre les forces bolcheviques, mais ils échouent totalement.

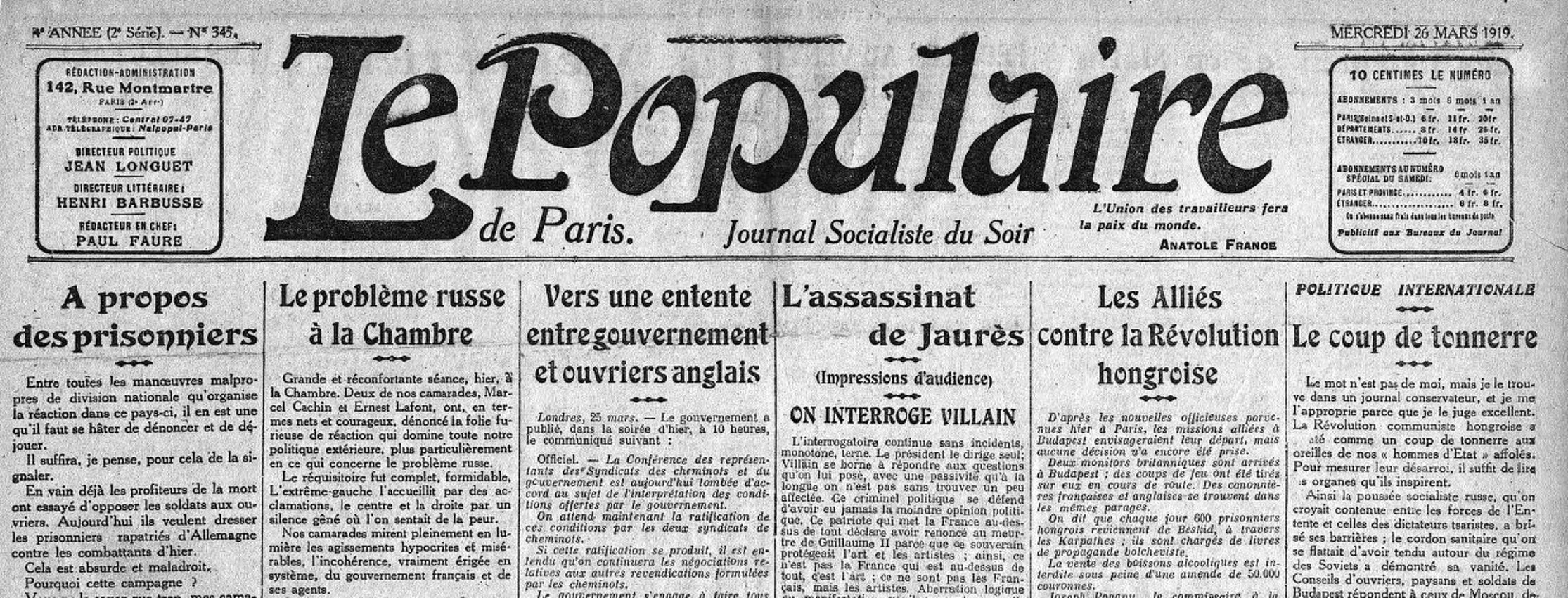
Une du quotidien de la SFIO Le Populaire du 26 mars 1919. L'arrivée en Crimée, avec le courrier, de journaux rendant compte des débats appelant au retour de la flotte facilite le déclenchement des mutineries.

« La mythification politique à laquelle a donné lieu cette mutinerie, avec Charles Tillon et André Marty, a longtemps obscurci la réalité » (Martine Acerra, Jean Meyer). Les deux hommes, actifs militants de gauche et animateurs de la mutinerie sur deux unités de la flotte, se sont par la suite attribué un rôle clé dans les événements, au point que ceux-ci ont été récupérés par Parti communiste français (fondé en 1921) et exploités politiquement par lui pendant des décennies. Depuis les recherches de Philippe Masson, en 1982, l’analyse de ces mutineries a été revue de fond en comble et ses travaux font maintenant autorité.
Au point de départ existe un mécontentement latent, datant souvent de loin, avivé par la prolongation, pour la Marine, d’une nouvelle guerre venant se greffer sur la guerre mondiale. En fait, les grandes unités, considérées en 1914 comme décisives sur l’issue de la guerre, ont été parquées, en raison de la menace sous-marine, dans des rades protégées. Le climat s’est peu à peu tendu à bord des cuirassés et des croiseurs murés derrière leurs estacades et filets anti-torpilles dans les rades de Bizerte, Malte, Moudros et Corfou. Et ce d’autant plus que l’escadre de haute mer a servi, à partir de 1916, de réservoir d’approvisionnement pour les flottilles anti-sous-marines, auxquelles a été dévolu le rôle majeur dans la nouvelle forme de guerre. Progressivement, équipages et officiers se sont vu retirer leurs meilleurs hommes destinés à la lutte anti-sous-marine et au service quotidien d’une nuée de petites unités susceptibles de procurer un avancement rapide. D’où un déficit quantitatif et surtout qualitatif. En 1918, il atteint le tiers des effectifs, même si ces équipages réduits ont été complétés progressivement par des « volontaires ». Mais ceux-ci sont très jeunes et une partie a choisi la marine car il était de notoriété publique que les chances de survie sur les vaisseaux de guerre étaient plus grandes que dans les tranchées. Dès le début de 1918, la discipline s’est relâchée. On servait, certes sincèrement pour la victoire, mais celle-ci une fois acquise, l’immense majorité des équipages n’a nulle envie de participer, loin de la France, à une autre guerre, fût-elle, pour les navires, ponctuelle.
Les conditions du séjour en mer Noire ajoutent leur lot de doléances. Habitués aux hivers relativement cléments de la Méditerranée orientale, les équipages se trouvent plongés, en décembre 1918, dans le terrible hiver de la mer Noire, avec ses tempêtes de neige, ses froids intenses. Les bâtiments ne sont pas adaptés et les équipages en souffrent. L’intendance peine à suivre : à Toulon, l’épidémie de grippe espagnole désorganise les confections au service de l’habillement. Enfin, la malchance s’en mêlant, le navire transporteur Evangeline s’échoue en décembre avec huit tonnes d'habillement et le Chaouia fait naufrage avec une importante quantité de brodequins et de vêtements chauds. À bord des navires, les équipages grelottent. Il arrive que, pour descendre à terre, un matelot emprunte les chaussures de son voisin. Les hommes réclament en vain du tabac, du savon, et doivent endurer la saleté de leurs bâtiments, touchés par la rouille. La nourriture est le plus souvent médiocre et les nouvelles de France rares. Les distractions, déjà mesurées à Corfou, Moudros ou Constantinople, sont inexistantes à Odessa et Sébastopol. Le régime sévère des punitions rétrécit encore les possibilités de se divertir. À bord du France, ne peuvent descendre à terre que les matelots n’ayant reçu aucune sanction depuis deux ans.
Le 8 février 1919, le cuirassé Mirabeau s’échoue à l’entrée de Sébastopol à la suite d’une tempête de neige. Pour le déséchouer, il faut l'alléger en lui retirant son artillerie et une partie du blindage, ce qui demande du temps, vu les faibles moyens du bord. Les permissions ne sont plus accordées qu’au compte-goutte : dans des équipages insuffisants soumis à des travaux indispensables, tout homme devient irremplaçable. Sur le France, où il manque des dizaines d’hommes, il faut affecter 180 personnes jours et nuits aux travaux de débarquement des marchandises. Les auteurs mentionnent également des corvées de travail à terre de 6 heures du soir à 8 heures du matin suivies d’une reprise du service jusqu’à midi et de nouvelle corvée à 23 heures. Au retour, les marins retrouvent le quart, l’entretien du matériel… « Nous avons ainsi transformé malgré nous nos matelots en débardeurs et en dockers » constate Amet. Le 19 avril, sur 850 hommes présents à bord du France, 418 n’ont pas reçu de permission de détente (20 jours) depuis dix mois, 280 depuis un an, 106 depuis quinze mois, 7 depuis dix-huit mois. La grippe espagnole contribue aussi à désorganiser les équipages : l’épidémie qui frappe les hommes du Jules Michelet renforce les corvées de ceux du Justice et du Renan. Ce cocktail de souffrances et de privations, accumulé pendant des mois, est l’une des causes première des révoltes. Les mutins y font d’ailleurs référence dans les discussions avec les officiers et dans leur correspondance.
Ces raisons, valables, ne sont cependant pas suffisantes pour tout expliquer. Car la mutinerie éclate sur les navires dont la durée de séjour est la plus courte, et ce après l’établissement d’un service de courrier régulier. C’est donc l’arrivée de matelots jeunes, dont une bonne partie n’a pas fait la guerre, et le rétablissement du courrier qui contribue à la révolte. Pendant les discussions à Versailles, les Alliés se sont finalement mis d’accord pour refuser une action militaire massive contre les Bolcheviques. La politique choisie est celle d’un soutien limité en armes et argent aux armées blanches, doublée d’une aide aux États voisins pour faire barrage aux idées révolutionnaires. Par manque de moyens, l’intervention française est devenue de facto limitée, mais finit par arriver sur les bancs de l’Assemblée nationale. Pendant trois jours, les 24, 26 et 29 mars 1919, les députés socialistes interpellent vigoureusement le gouvernement sur les raisons d’être de la présence française en Russie du Sud. Quelques semaines plus tard, le discours de la SFIO appelant au retour des vaisseaux et des troupes arrive le plus légalement du monde en mer Noire grâce aux comptes rendus donnés par le Journal officiel et diverses coupures de presse dans le courrier des marins. La diffusion de ces débats est immédiate dans les équipages. Se constituent ainsi des noyaux d’agitation potentielle autour de quelques meneurs souvent très jeunes. Néanmoins, pour les équipages qui se mutinent, il ne s’agit que d’une espèce de grève destinée à obtenir le rapatriement en France. Lorsque les éléments les plus radicaux veulent aller plus loin et soutenir les soviets sur place, le gros des équipages s’en désolidarise. À Galatz, le complot du chef mécanicien André Marty, qui veut livrer le torpilleur Protet aux Bolcheviques, est rapidement éventé (16 avril). La mutinerie qui gagne les autres bâtiments à Sébastopol réclame certes sa libération, mais l’objectif fondamental est le retour en France, pas le ralliement à la révolution d’octobre et ce alors même qu’est diffusée sur place une active propagande communiste à leur intention. Comme souvent, jouent dans le monde clos qu’est un navire des éléments contradictoires : popularité ou impopularité des états-majors et des officiers (une partie d’entre eux sympathisent avec les raisons invoquées de la mutinerie), et en sens opposé, la personnalité plus ou moins affirmée et acceptée des meneurs, certains d’entre eux n’hésitant pas, d’ailleurs, à mener double jeu. La promesse d’absence de sanction en mer Noire étouffe le tout, l’ordre d’évacuation ayant d’ailleurs été donné avant la mutinerie.
Le contexte de la deuxième vague est tout différent. Cette deuxième vague intervient sur fond d’agitation syndicale générale, comme aussi à l’un des moments les plus critiques de la révolution russe. Alors qu’en mars, la poussée de l’Armée rouge, soutenue par la population ouvrière des ports ukrainiens, semble irrésistible, le rebondissement de la contre-révolution avec l’importante avance de l’armée blanche de Dénikine provoque, en été, une crise aiguë chez les Bolcheviques. Il s’agit alors, pour le gouvernement de Lénine, d’empêcher à tout prix une intervention européenne qui pourrait apporter une aide décisive aux « Blancs ». Cette deuxième vague, qui touche les ports et arsenaux français, est donc en partie orchestrée de l’extérieur, même si la situation économique et sociale difficile de la France en 1919 (comme dans toute l’Europe) reste le motif essentiel des mouvements. Comme en mer Noire, les équipages ne suivent pas les leaders qui veulent les entraîner dans un mouvement révolutionnaire. Charles Tillon, qui anime en rade de Patras la mutinerie contre le commandant du cuirassé Guichen, est assez rapidement neutralisé. L’attitude de nombre d’officiers qui ont parfaitement vu l’état d’épuisement des équipages a aussi fortement contribué à apaiser les choses par le dialogue et sans effusion de sang.

## Les suites de la crise

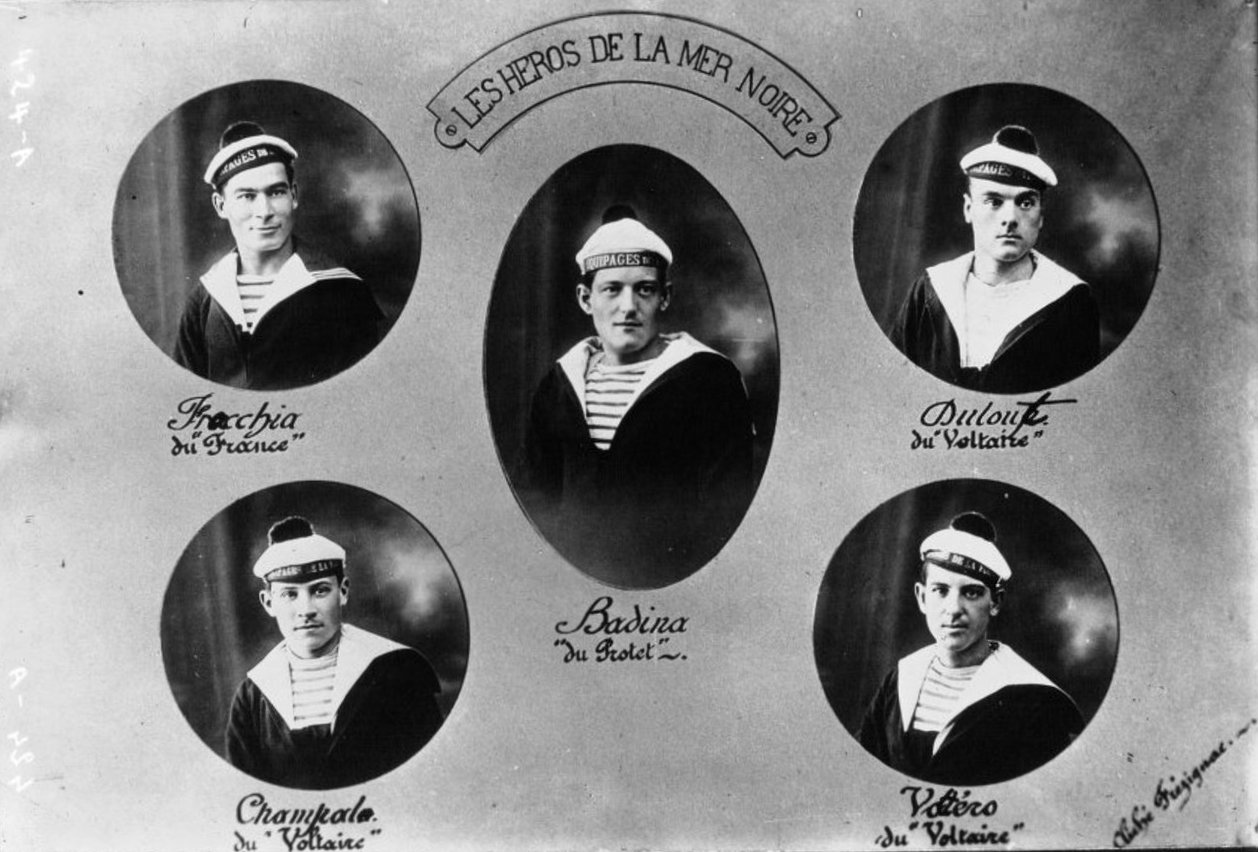
Les héros de la mer Noire. Affiche de soutien aux mutins éditée en 1922. Le Parti Communiste mène une active campagne en faveur de la centaine de marins qui ont été condamnés par la justice militaire.

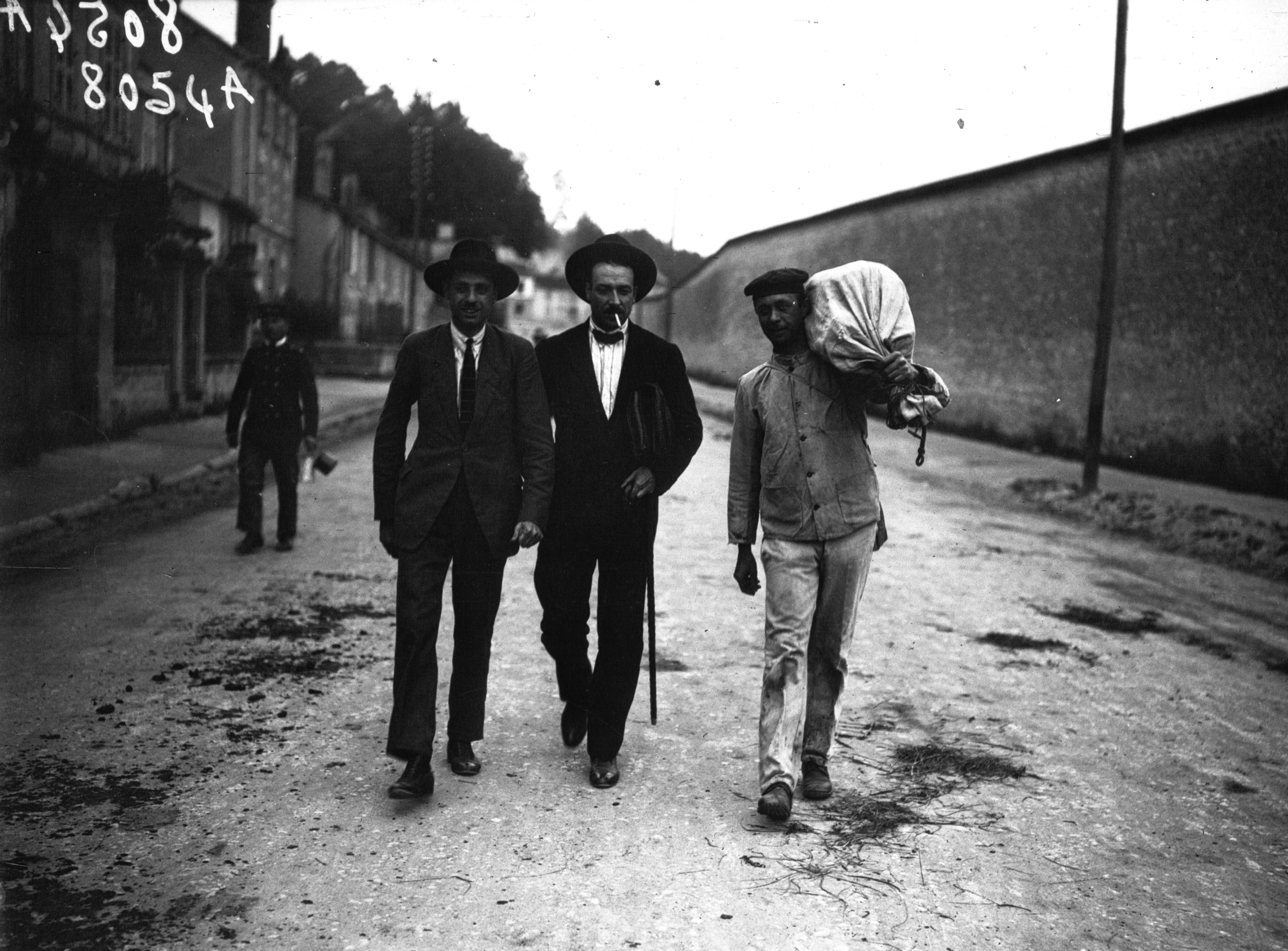
Sortie de prison d’André Marty. Le gouvernement, soucieux d’apaisement, décide d’une amnistie en 1922. André Marty est le dernier mutin libéré, en 1923.

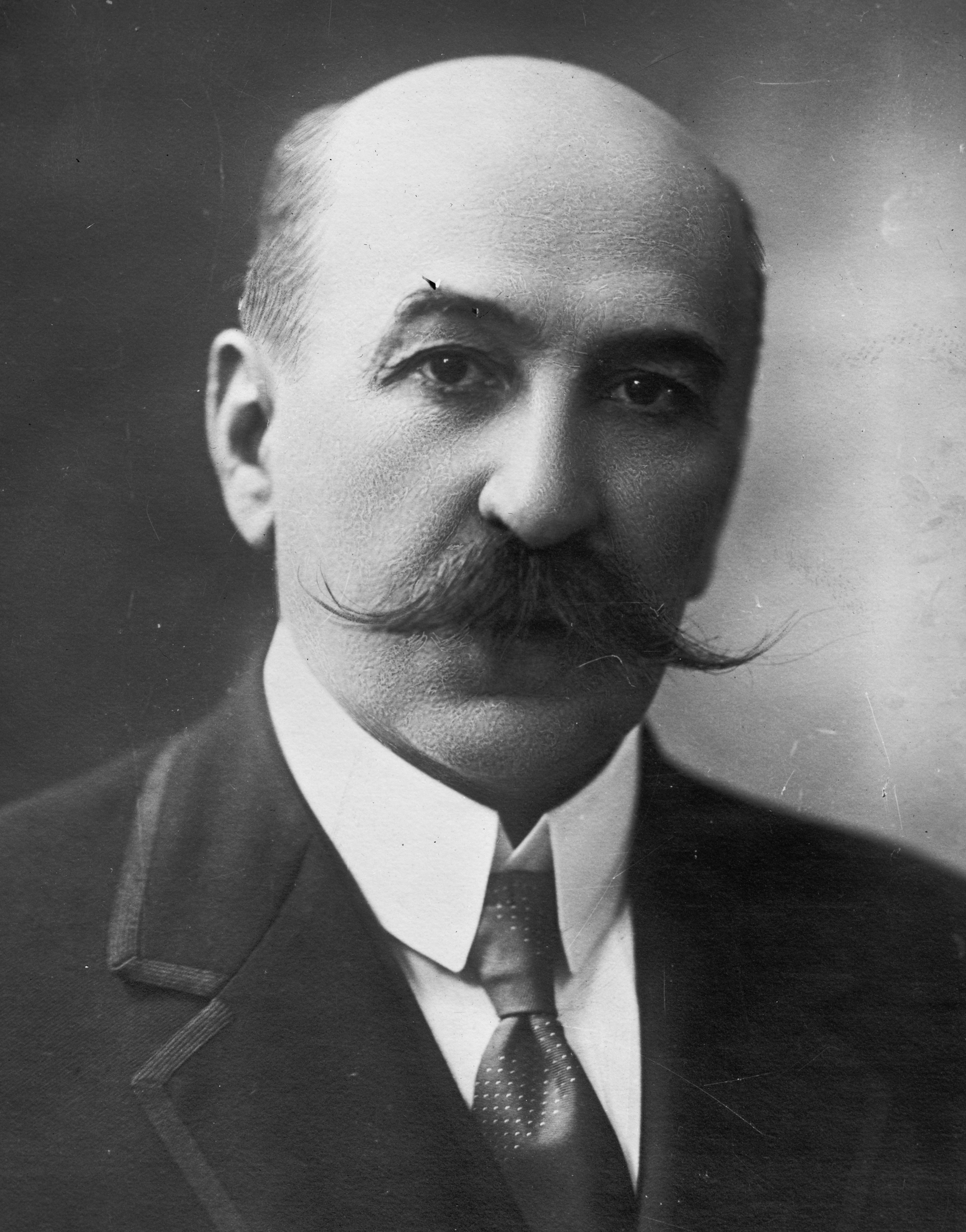
Le ministre Georges Leygues prend en compte les remarques de la commission d'enquête sur les mutineries et entreprend une active politique de modernisation de la flotte dans les années 1920.

### Les sanctions: de la sévérité à l'amnistie
Malgré les promesses des officiers sur l’absence de sanction, la justice militaire condamne les matelots révoltés. Condamnation inévitable car les faits sont trop graves pour qu'il n’y ait pas d’enquête et de suites judiciaires, quoi qu'aient pu promettre les chefs pour calmer leurs hommes, ce qui est donc une trahison de la parole donnée. Les sanctions sont lourdes : une centaine de marins, dont certains ont à peine 17-18 ans, sont condamnés en conseil de guerre. Les peines vont de la mort (commuée en 20 ans de prison) aux travaux forcés (10 ans et 20 ans) en passant par la détention (15 ans et 20 ans) ou à des peines de travaux publics (6 ans et 8 ans) et à de plus courtes périodes de prison (de 1 à 5 ans). Jean Meyer fait cependant remarquer que, compte tenu du nombre de navires touchés par les mutineries et du nombre d’hommes qui y ont été mêlés de près ou de loin (plusieurs centaines, voire plusieurs milliers si on prend en compte les deux vagues de troubles), ces sanctions sont plutôt modérées. Vingt-six touchent le France, dont six s’accompagnent de la dégradation militaire et d’une peine de détention variant entre 5 et 15 ans . Six pour le  Waldeck-Rousseau dont trois avec sursis et une peine de détention de 10 ans. Trois hommes seulement sont inculpés à bord du Jean Bart. Aucun sur le Bruix, l’Algol et le Chamois. Sur le Guichen, touché par la deuxième vague de mutinerie, Charles Tillon écope de 5 ans de bagne au Maroc.
André Marty, seul officier à avoir activement participé aux évènements (c’était un militaire de carrière engagé en 1908) fait partie des hommes les plus sévèrement condamnés mais échappe au pire. Les différents jugements rendus entre le 4 et le 9 juillet 1919 lui infligent la peine de mort, aussitôt commuée en 20 ans de travaux forcés, assortie de la dégradation militaire et de 20 ans d’interdiction de séjour. Condamnation partagée par le quartier-maître mécanicien Badina, principal complice de Marty. Si la mutinerie s’était produite en 1917 comme dans l’armée de Terre, les deux hommes auraient très certainement été fusillés. Mais l’atmosphère n’est plus la même en 1919-1920. Le gouvernement, soucieux de ne pas rompre avec la gauche, minimise l’importance des révoltes et passe l’éponge rapidement. À la fin de l'année 1920, seuls vingt et un condamnés continuent à purger leur peine. Une amnistie générale est décidée en juillet 1922, sauf pour André Marty, qui n'est libéré qu'en 1923. Entre-temps, le Parti communiste français a été fondé et a activement mené campagne en faveur de la libération des condamnés. André Marty et Charles Tillon y trouvent logiquement leur place, et le PCF construit autour d’eux une légende de militants exemplaires ayant fortement contribué à faire échouer l’intervention en mer Noire. André Marty écrit une série de livres militants sur ces évènements. Quant au cinéma soviétique, soucieux de propagande, il met en scène dès 1930 un film glorifiant les mutineries : Le Mirabeau.

### La prise de conscience des carences de la flotte
Quant à la flotte, elle avait, pendant ces évènements, continué à faire feu de tout bois, malgré la faiblesse de ses moyens en Méditerranée orientale. Presque au même moment où elle s’épuisait en mer Noire, l’amiral de Bon avait assuré l’occupation de la Syrie avec le succès du débarquement français à Beyrouth (mars 1919). Cette station navale aux moyens réduits (1 cuirassé face à 6 britanniques) « surveillait » aussi la nouvelle Turquie de Mustafa Kemal Atatürk. Contre toute attente, elle restait présente encore quelques mois en mer Noire, même si ce n’était que pour observer l’évolution de la situation et mener — nouveauté apparue peu avant ce conflit — des missions humanitaires. Ce, en particulier, au moment où les armées de Dénikine, se décomposant et refluant vers le sud, furent obligées de s’embarquer avec beaucoup de civils fuyant devant la crainte de la répression bolchevique sur la côte sud du Caucase. Ultimes et peu médiatisées missions qui soldent le rêve caressé à peine un an plus tôt par Clemenceau d’écraser les Bolcheviques par le sud. Opération renouvelée en 1922 cette fois pour évacuer par Smyrne les populations grecques d'Asie Mineure fuyant la victoire turque de Mustafa Kemal, et qui conclut l'intervention de la marine française dans la région. Ironie de l’Histoire : presque au même moment, la flotte blanche de la mer Noire, fuyant la victoire bolchevique, trouvait refuge dans le port de Bizerte jusqu’à ce que le gouvernement français reconnaisse politiquement l’URSS en 1924.
Pour la flotte, les conséquences de ces mutineries vont aussi bien au-delà des sanctions prononcées par les différents conseils de guerre. L’affaire est jugée suffisamment grave pour qu’une commission d’enquête soit nommée — la commission Barthe — afin d’y voir plus clair sur les causes profondes des évènements. Son travail minutieux relève que c’est l’état matériel de la flotte, engagée dans une opération de trop après un conflit exténuant qui est la cause première des troubles : « trop de causes convergeaient depuis longtemps à créer sur tous les bâtiments, sur le France plus que tout autre, un état d’esprit explosif. Celui-ci créé, la déflagration était à la merci d’une étincelle. ». La commission pointe aussi les erreurs de l’encadrement et s’avoue « très fâcheusement impressionnée par l’inertie de l’ensemble des officiers mariniers. »Les officiers sont aussi épinglés pour leur absence de coordination, ce qui a accentué le désordre et profité aux mutins. Un avis qui est partagé par les autorités navales (du moins celles enquêtant avec un recul suffisant) et qui concluent aussi que ce sont les insuffisances matérielles, bien plus que la propagande bolchevique, qui sont la cause fondamentale des mutineries. « Rarement une commission d’enquête fit preuve d’autant de qualités de jugement, d’autant d’impartialité que la commission Barthe. Elle rendit le meilleur service à la marine en situant les mutineries à leur vrai niveau, c'est-à-dire en n’exagérant pas leur importance, et en insistant sur le malaise très réel qui traversait alors cette marine. Il fallait de toute urgence la rénover, rajeunir ses réglementations, moderniser la vie à bord autant que les mentalités » (Jean-Luc Barré).
La commission reçoit le renfort inattendu de l’armée de terre. Cette dernière, soucieuse des liaisons avec l’Empire colonial, méfiante vis-à-vis des Anglo-Saxons, et qui envisage dès 1921 un nouveau conflit avec l’Allemagne et l’Italie, s’inquiète de l’état de la flotte. Alors que l'armée allemande est réduite à peu de choses, Pétain redoute une attaque surprise, une crainte qui est prise très au sérieux en 1921, car la flotte devrait de toute urgence transporter et escorter des renforts venus des colonies pour compléter la mobilisation générale dans une France en pleine crise démographique. Or la Marine est dans un état lamentable. Outre la crise humaine révélée par les mutineries, il y a les lourdes pertes en bâtiments qui s'ajoutent à une usure prononcée des unités restantes utilisées à leur maximum pendant le conflit. À de rares exceptions, les cuirassés et croiseurs sont obsolètes ou vieillis. Un message parfaitement reçu par la rue Royale alors que la situation financière du pays reste difficile et que l’opinion se désintéresse de ces questions. Le ministre de la Marine, Georges Leygues, entré au ministère en 1917 dans le cabinet de guerre de Clemenceau et qui est en poste presque continuellement jusqu’au début des années 1930, entreprend une active politique de modernisation de la flotte,.

### Sources et bibliographie
: document utilisé comme source pour la rédaction de cet article.
- César Fauxbras, Mer Noire : les mutineries racontées par un mutin, Flammarion, 1935, 259 p. (OCLC 459505615)
- André Marty (préf. de Marcel Cachin), La révolte de la Mer Noire, Paris, Éditions Sociales, 1949, 670 p. (OCLC 577427473)
- Patrick Facon, « Les mutineries dans le Corps expéditionnaire français en Russie septentrionale », Revue d’histoire moderne et contemporaine,‎ juillet-septembre 1977, p. 456
- Jacques Raphaël-Leygues et Jean-Luc Barré, Les Mutins de la Mer Noire, Paris, Plon, janvier 2001 (1re éd. 1981), 232 p. (ISBN 2-259-00781-3)
- Philippe Masson, La Marine française et la mer Noire : 1918-1919, Paris, Éditions de la Sorbonne, 1995 (réimpr. Publications de la Sorbonne Para-universitaires) (1re éd. 1982), 669 p. (ISBN 2-85944-055-0)
- Jean-Luc Barré, « Les mutins de la mer Noire », Connaissance de l’Histoire, éditions Hachette, no 54,‎ mars 1983
- Jean Meyer et Martine Acerra, Histoire de la marine française : des origines à nos jours, Rennes, Ouest-France, 1994, 427 p. [détail de l’édition] (ISBN 2-7373-1129-2, BNF 35734655)
- Michel Vergé-Franceschi (dir.), Dictionnaire d’Histoire maritime, Paris, éditions Robert Laffont, coll. « Bouquins », 2002, 1508 p. (ISBN 2-221-08751-8 et 2-221-09744-0).
- Étienne Taillemite, Dictionnaire des marins français, Paris, Tallandier, coll. « Dictionnaires », octobre 2002, 537 p. [détail de l’édition] (ISBN 978-2847340082)
- Rémi Monaque, Une histoire de la marine de guerre française, Paris, éditions Perrin, 2016, 526 p. (ISBN 978-2-262-03715-4)
- Yves Charpy, Paul-Meunier : Un député aubois victime de la dictature de Georges Clemenceau, Paris, Éditions L'Harmattan, 2011, 392 p. (ISBN 978-2-296-13704-2, lire en ligne), p. 277
- Jean-Jacques Becker, L’Europe dans la Grande Guerre, éditions Belin, 1996
- Guy Le Moing, Les 600 plus grandes batailles navales de l’Histoire, Rennes, Marines Éditions, mai 2011, 620 p. (ISBN 978-2-35743-077-8)
- Jay Winter et Blaine Baggett, 14-18, la Grande Guerre, éditions Presses de la Cité, 1997, 432 p. (ISBN 978-2-258-04809-6)
- Jean-Louis Voisin (dir.), Dictionnaire des personnages historiques, Le Livre de poche, coll. « Pochothèque Encyclopédie Aujourd’hui » (no 3011), 1995 (ISBN 2-253-13028-1)
- François Cochet et Rémy Porte, Dictionnaire de la Grande Guerre 1914-1918, Paris, Éditions Robert Laffont, coll. « Bouquins », 2008
- Alain Boulaire, La Marine française : De la Royale de Richelieu aux missions d'aujourd'hui, Quimper, éditions Palantines, 2011, 383 p. (ISBN 978-2-35678-056-0)